# История Смоленска

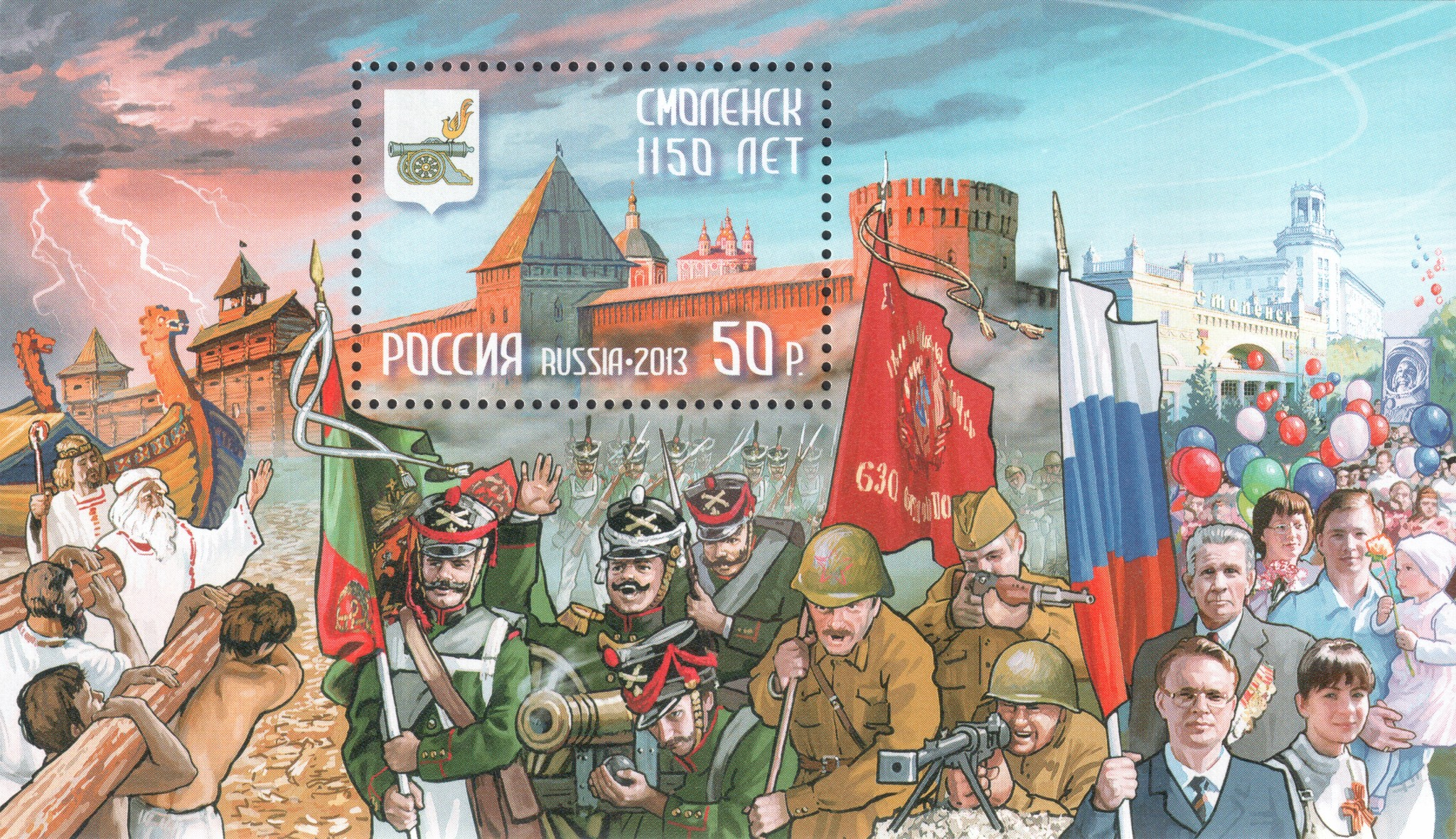
Почтовый блок «1150 лет г. Смоленску», выпущенный в России 21 сентября 2013 года, с изображением герба города и различных моментов его истории.

Смоленск является одним из наиболее древних городов России.

## Основание
Во время Смоленской археологической экспедиции 2020 года в центре Смоленска обнаружена Смоленская стоянка, датируемая финалом верхнего палеолита (12—15 тысяч лет назад): 250 кремневых изделий, из них 45 орудий. Кремневые изделия более всего схожи с находками со стоянки у деревни Амосово Новодугинского района, ближайшие им параллели обнаруживаются в коллекциях кремней Беларуси и Литвы. Смоленская стоянка заполняет лакуну в несколько сотен километров между истоками Днепра и его течением на территории Белоруссии.
Фрагменты грубой лепной керамики с Соборного холма Смоленска идентичны, согласно А. Н. Лявданскому, керамике с городища в 1 км восточнее деревни Лахтеево на правом берегу реки Мошны, где она датируется V—VII веками. Возможно, здесь кратковременно жили представители тушемлинской культуры.
Формирование древнего Смоленска определило выгодное расположение на перекрёстке торговых путей: путь «из варяг в греки» соединял Варяжское и Чёрное моря, а путь, проходивший с запада на восток (Волго-Балтийский торговый путь), соединял город с Волгой и далее вёл «в болгары», в Хвалынское море, в Великий Новгород и Верхнее Поволжье (через Ржев и озеро Селигер). Предположительно о городе упоминает в своём труде «Об управлении империей» византийский император Константин VII Багрянородный, называя его Милиниска.

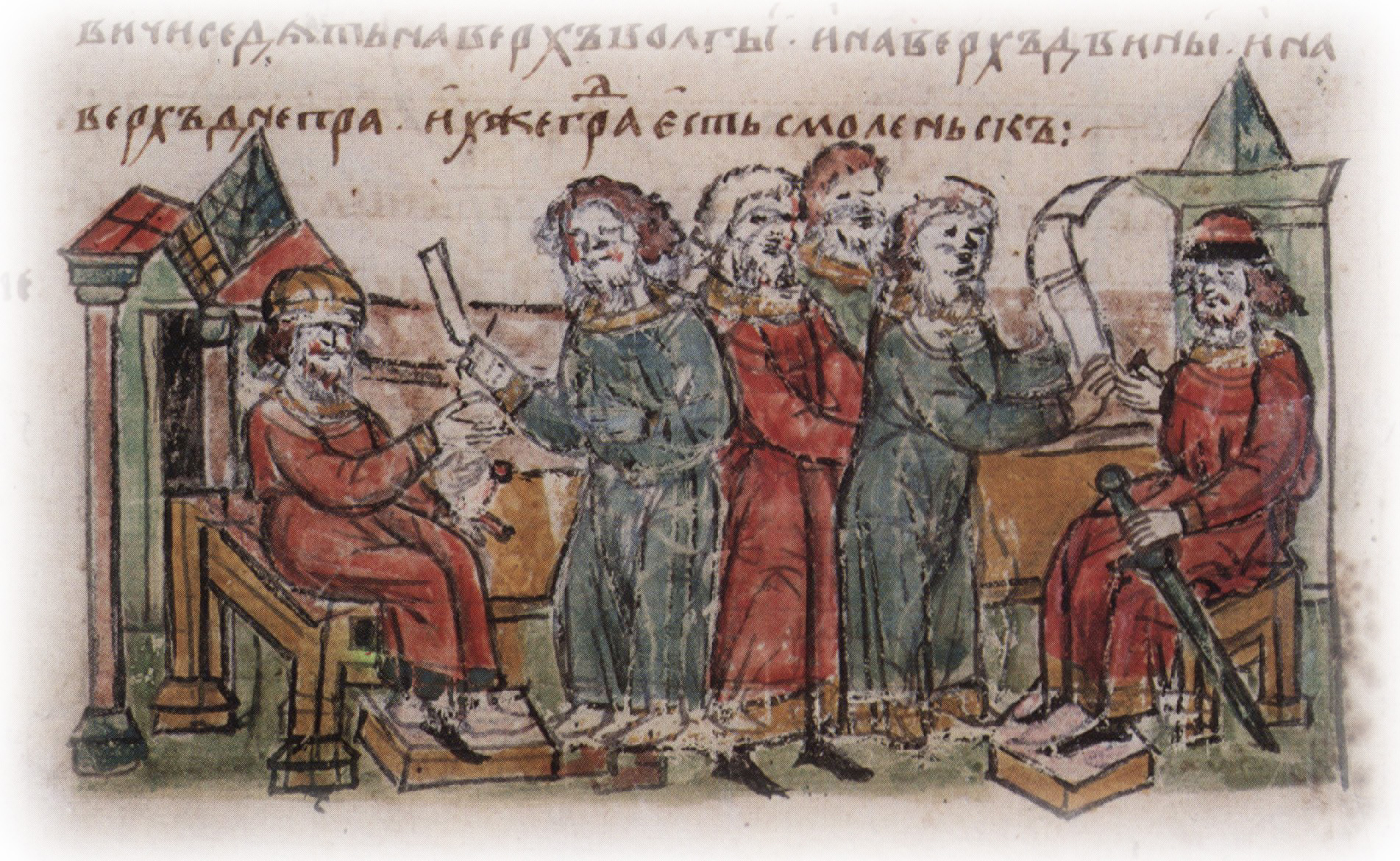
Кривичи в Смоленске. Миниатюра из Радзивилловской летописи, конец XV века

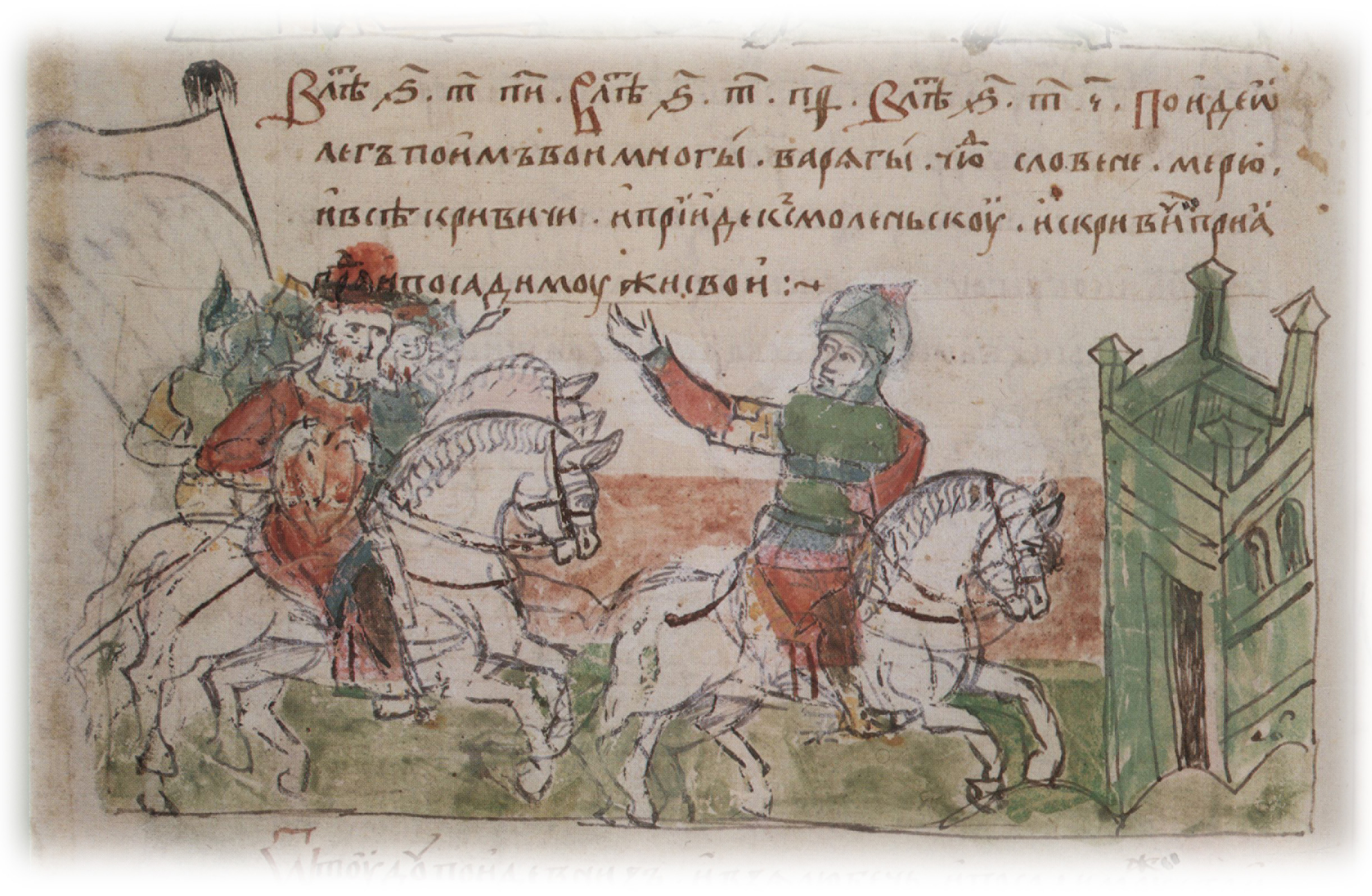
Поход князя Олега на Смоленск (882). Миниатюра из Радзивилловской летописи, конец XV века

В недатированной части «Повести временных лет» Смоленск впервые упоминается как центр племенного союза кривичей. Согласно Устюжскому (Архангелогородскому) своду под 863 годом, Аскольд и Дир в походе из Новгорода в Царьград обошли Смоленск стороной, так как он был сильно укреплён и многолюден. Достоверность этого упоминания сомнительна, так как Устюжский свод был составлен более, чем через 600 лет после событий IX века. Согласно «Повести временных лет», в 882 году Смоленск был захвачен и присоединён к Древнерусскому государству князем Олегом:
Поиде Олгъ, поемъ вои свои многы: варягы, чюдь, словѣны, мѣрю, весь, кривичи. И прия городъ Смольнескъ и посади в нем мужь свой.
Эта ранняя летописная дата не рассматривалась как доказательство существования Смоленска уже в IX века (Начальный летописный свод был составлен только в конце XI века), поскольку долгое время считалось, что археологические следы города на Соборной горе (исторический центр Смоленска) ранее второй половины XI века отсутствуют. В 15 км к западу от центра Смоленска расположен крупный Гнёздовский археологический комплекс, включающий остатки торгово-ремесленного поселения и большое число курганов. Основной период их создания определяется Х — началом XI века. Детали погребального обряда комплекса указывают на этническую (славяне, скандинавы и др.) и социальную (знать, воины, ремесленники и др.) неоднородность населения. Центральное поселение возникло на рубеже IX и X веков и являлось ремесленно-торговым центром на пути «из варяг в греки». Многие исследователи рассматривали Гнёздовский комплекс как древний Смоленск, перенесённый затем на новое место, что должно было объяснить отсутствие археологических слоёв до XI века в самом Смоленске. Согласно другой точке зрения, Гнёздово было погостом — местом пребывания дружины и сбора дани, а Смоленск существовал в это же время и являлся племенным центром кривичей.
Ещё в первой половине XX века археологи находили на Соборной горе лепную керамику в культурном слое, датируемом ими ранним периодом, но эти находки не получили должного освещения. Полевые исследования 2014—2018 годов экспедиции Института археологии РАН под руководством Н. А. Кренке в верхней части северо-восточного склона Соборной горы, на территории Троицкого монастыря и в других местах дали ряд материалов, указывающих на существование на Соборной горе обширного поселения конца I тысячелетия н. э., входящего в состав крупного комплекса поселений. Эти датировки были подкреплены серией радиоуглеродных анализов. Вначале археологи обнаружили на Соборной горе слои с лепной керамикой культуры смоленских длинных курганов. На Малой Школьной улице на Соборном холме был найден культурный слой, датируемый IX—X веками.
Шурф, заложенный на кромке оврага на территории Троицкого монастыря на Большой Советской улице, дал слои VIII — начала X века. Это была застройка сельского типа, где усадьбы перемежались с полями. На склоне Васильевской горы рядом с Троицким монастырём найдена лепная керамика древнее начала X века. Это поселение в конце I тысячелетия имело площадь более 3 га. На холме, где стоит Георгиевская церковь, также находилось поселение, как и напротив — за Днепром. Остатки кольев в частокольной канавке, датированные радиоуглеродным анализом рубежом 980—1020 годами, свидетельствуют уже о плотной застройке городского типа. Зафиксирован хронологический разрыв: известно крайне мало материалов второй половины X века — времени, на которое приходится расцвет Гнёздова. В самом Гнёздове нет слоёв ранее первой четверти X века. Находки раннего периода произведены также на правом берегу Пятницкого ручья возле его устья. Раскопки 2020 года на Соборной горе дали новые находки лепной керамики конца I тысячелетия н. э. По мнению Кренке, исходя из ареала находок IX века, здесь располагалась «агломерация» из нескольких поселений, племенной центр кривичей. На всей территории распространения культуры смоленских длинных курганов такой высокой плотности поселений нигде более не встречается. Предполагается, что это и есть Смоленск, упомянутый в летописях под IX веком.
Со второй половины XI века Смоленск уже имел крупные размеры. Он был вытянут вдоль Днепра, простираясь от Малой Рачевки на востоке до Пятницкого ручья на западе и верховьев Смолигова оврага на юге, и имел площадь 1×2 км (200 га).
Однако согласно письменным источникам, политическое значение Смоленска по сравнению с раннегородским центром в Гнёздове было скромным: после учреждения Смоленского княжества в 1054 году на смоленский стол сажали не являвшихся самостоятельными политическими фигурами самых младших сыновей Ярослава Мудрого — Вячеслава и Игоря, а после смерти Игоря в 1060 году в Смоленске вообще не было князя не менее 15 лет.

## Смоленское княжество

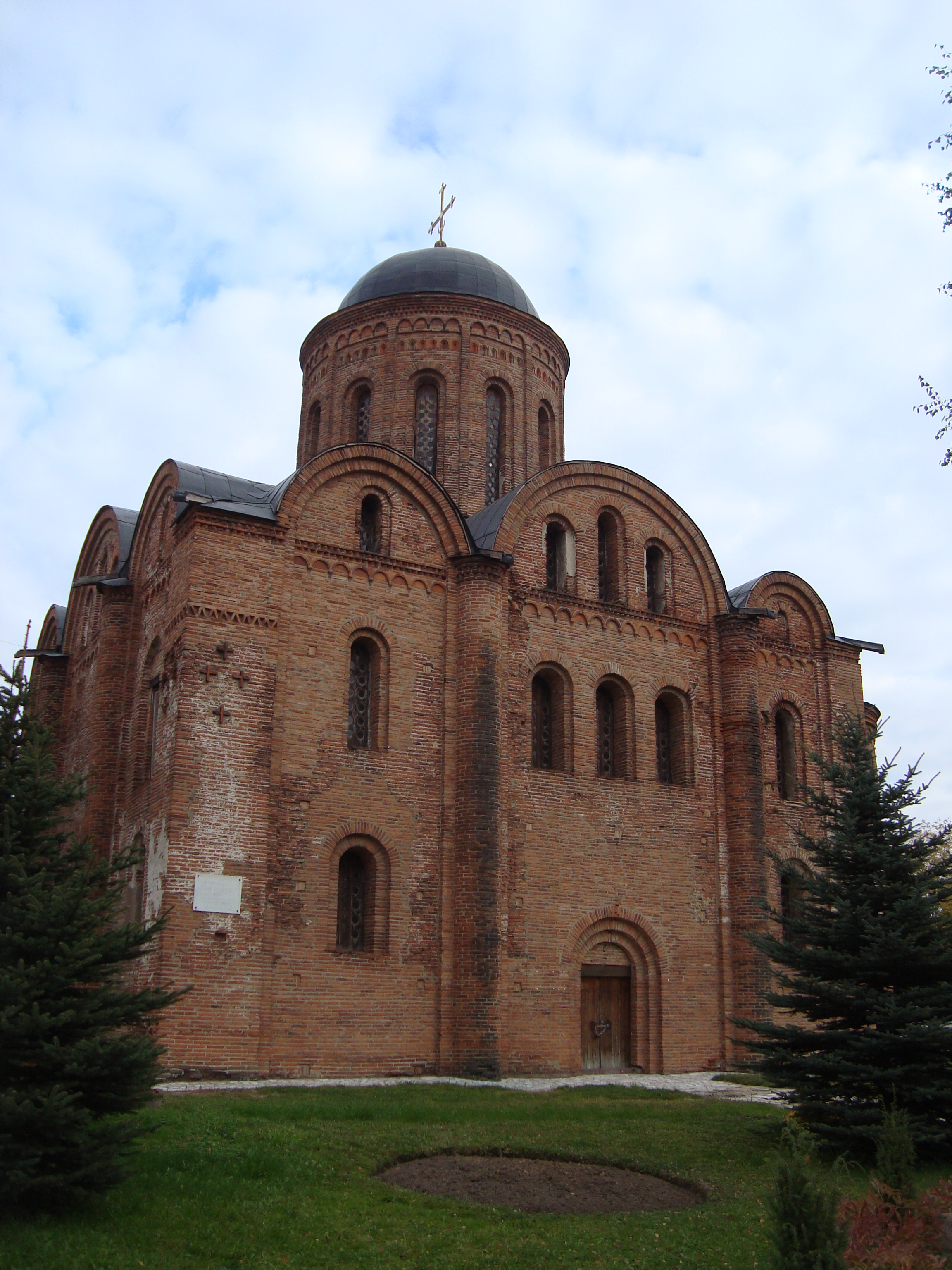
Церковь Петра и Павла на Городянке, построенная в 1146 году, — один из трёх смоленских храмов домонгольского времени

В 1127 году киевский князь Мстислав Великий даёт Смоленск в удел своему 17-летнему сыну Ростиславу Мстиславичу. После смерти отца Ростислав стал фактически независимым князем и княжил в Смоленске до 1160 года, когда занял киевский престол. Таким образом было заложено основание независимого Смоленского княжества, под властью династии Ростиславичей, которое накануне монголо-татарского нашествия было одним из самых сильных русских княжеств. Смоленские князья претендовали на великокняжеский киевский престол и не раз овладевали им (сам Ростислав Мстиславич, его сыновья Роман Ростиславич, Давыд Ростиславич и Рюрик Ростиславич, его внук Мстислав Романович Старый).
Найденный на Рачевке на улице Соболева медный перстень-печатка с изображением геральдического льва датируется XII веком. Рядом с ним нашли два посеребрённых писа́ла. Число найденных в Смоленске писа́л достигло семи. Находки тиглей для плавки бронзовых изделий, клада средневековых монет, которые должны были послужить материалом для изготовления украшений, и ювелирной мастерской свидетельствуют о том, что Рачевка в древности была кварталом мастеров ювелирного искусства.
Haдпись-граффити № 1 из Собора на Протоке по методике А. А. Зализняка датируется периодом между 1100 и 1280 годами.
В Смоленске при изучении руин трапезной палаты был найден гранитный валун на котором в месте скола плоскости был высечен двузубец и четырёхстрочная надпись вокруг неё, являющаяся комментарием к данному изображению: «СТЕПАНЪ ТИВУНЪ НА^АЛЪ П(Я)ТНЪ РОСТИСЛАВЛЬ», датируемая по палеографическим особенностям последними десятилетиями XII — началом XIII века. Двузубец на смоленском камне назван «п(я)тн(о)». Впервые изображение двузубца и его название оказались рядом. В древнерусских письменных источниках пятном назывались знаки, которыми отмечалось имущество.
В Смоленске найдено 16 берестяных грамот. Также Смоленск упомянут в берестяной грамоте XII века № 1106, найденной в Новгороде.
В Смоленске в тридцати метрах западнее княжеского храма Иоанна Богослова археологом Д. А. Авдусиным в 1958 году обнаружены остатки сложенной из узкого кирпича плинфы ротонды диаметром около 18 м, оставшиеся от церкви «Немецкой Богородицы» («немецкой божницы», «латинской церкови»), построенной во второй половине XII века по заказу живших в Смоленске иноземных купцов. В ней хранился один из двух эталонов веса — «вощной пуд».

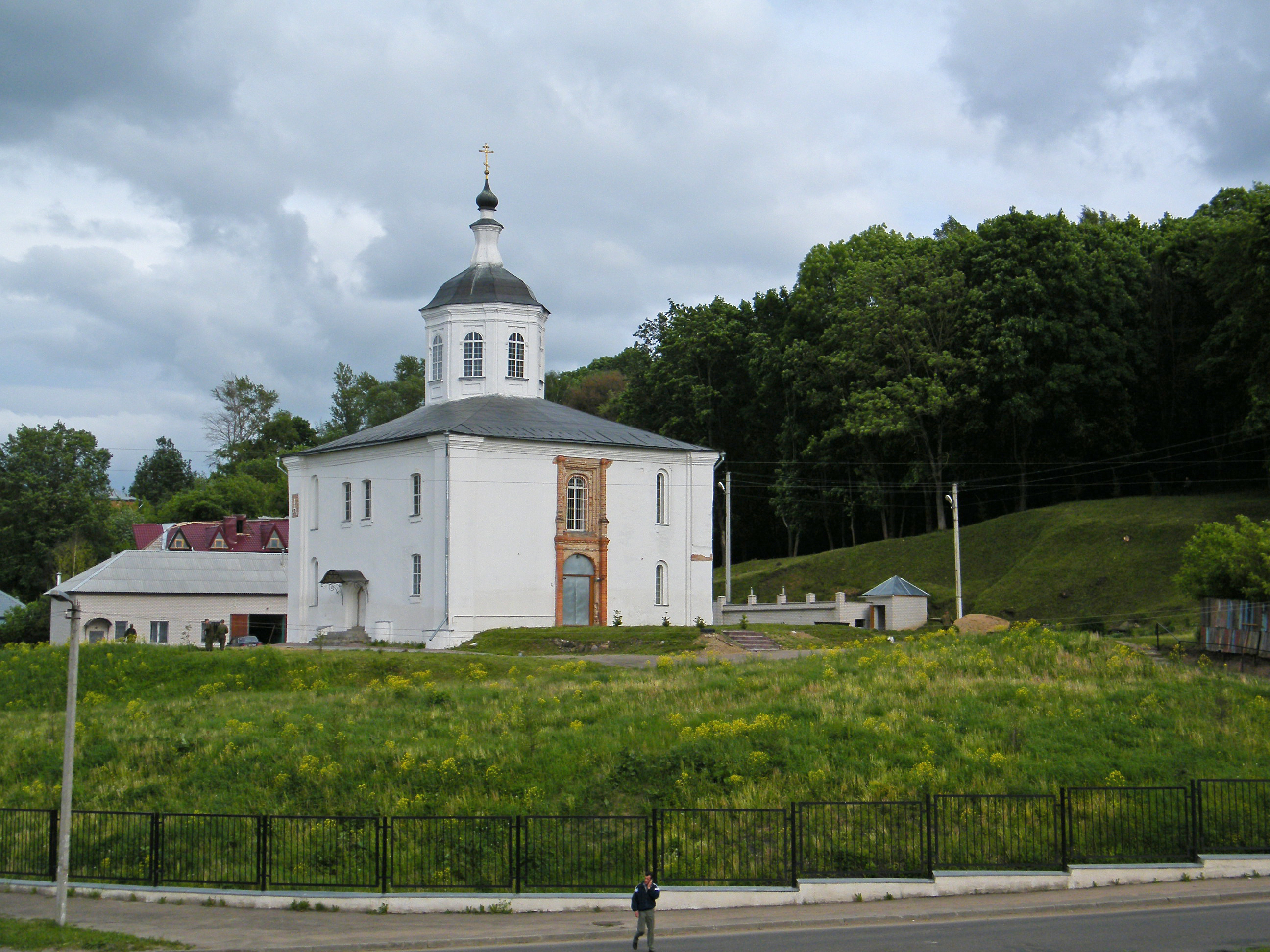
Церковь Иоанна Богослова XII век

Столетие перед ордынским нашествием было периодом расцвета Смоленска: город занимал площадь 115 га, на которой располагалось около 8 тыс. домов с населением около 40 тыс. человек. По количеству возведённых каменных храмов на рубеже XII и XIII веков Смоленск превосходил любой другой город Руси.
На начало XIII века площадь города составляла 220 га. В XIII веке имели место прочные связи с Ригой, о чём свидетельствуют торговые договоры с ней и «немецким берегом», включая Договор Смоленска с Ригой и Готландом — «Смоленскую торговую правду» 1229 года.
После землетрясения, произошедшего в мае 1230 года, и двухгодичного мора Смоленское княжество ослабло. В 1229—1230 годах от чумы в Смоленске погибло до 32 тыс. человек. В 1232 году между Ростиславичами случился конфликт, и Смоленск был взят полоцким князем Святославом Мстиславичем. При этом Святослав устроил резню, перебив многих враждебных ему горожан.
Во время монгольского нашествия Смоленск не пострадал, но многие районы княжества были разгромлены и Смоленск утратил своё значение, мало-помалу попадая в зависимость от возвышающегося Великого княжества Литовского.

## В составе Великого княжества Литовского
В конце XIII века смоленские князья завязывают тесные отношения с Великим княжеством Литовским. Во время походов Ольгерда на Москву (1368, 1370) он получал военную помощь от смоленского князя Святослава Ивановича. Это отражено в Смоленской летописи, составленной в XIV—XVI веках. После того, как Святослав Иванович выступил против Литвы и был убит в битве на реке Вихре, в 1387 году его сын Юрий Святославич присягнул в верности польско-литовскому королю Ягайло, в крещении Владиславу II Ягелону.
В 1387 году «чёрная смерть» унесла жизни почти всех жителей города. Осталось в живых 5 человек, которые вышли из города и, затворив городские ворота, ушли. Некоторое время Смоленск оставался безлюдным.
Племянник Ольгерда Витовт поставил целью овладеть Смоленском, где разгорелась борьба между князьями — сыновьями Святослава, в результате которой великий князь Юрий Святославич был в 1392 году изгнан к своему тестю Олегу Рязанскому и заменён братом Глебом. Это дало повод Витовту к вмешательству: распустив слух, что идёт на татар, Витовт в 1395 году неожиданно появился с войском под стенами Смоленска и заявил претензию выступить судьёй в разрешении спора. Все смоленские князья явились к нему с дарами; взяв дары, Витовт арестовал князей и отправил их в Великое княжество Литовское, затем подступил к городу, сжёг посады, взял крепость и посадил своих наместников. Рязанский князь, возмущённый этим, предпринял боевые действия против Витовта; но Москва, где правил зять Витовта Василий I Дмитриевич, наоборот, благоприятствовала ему.

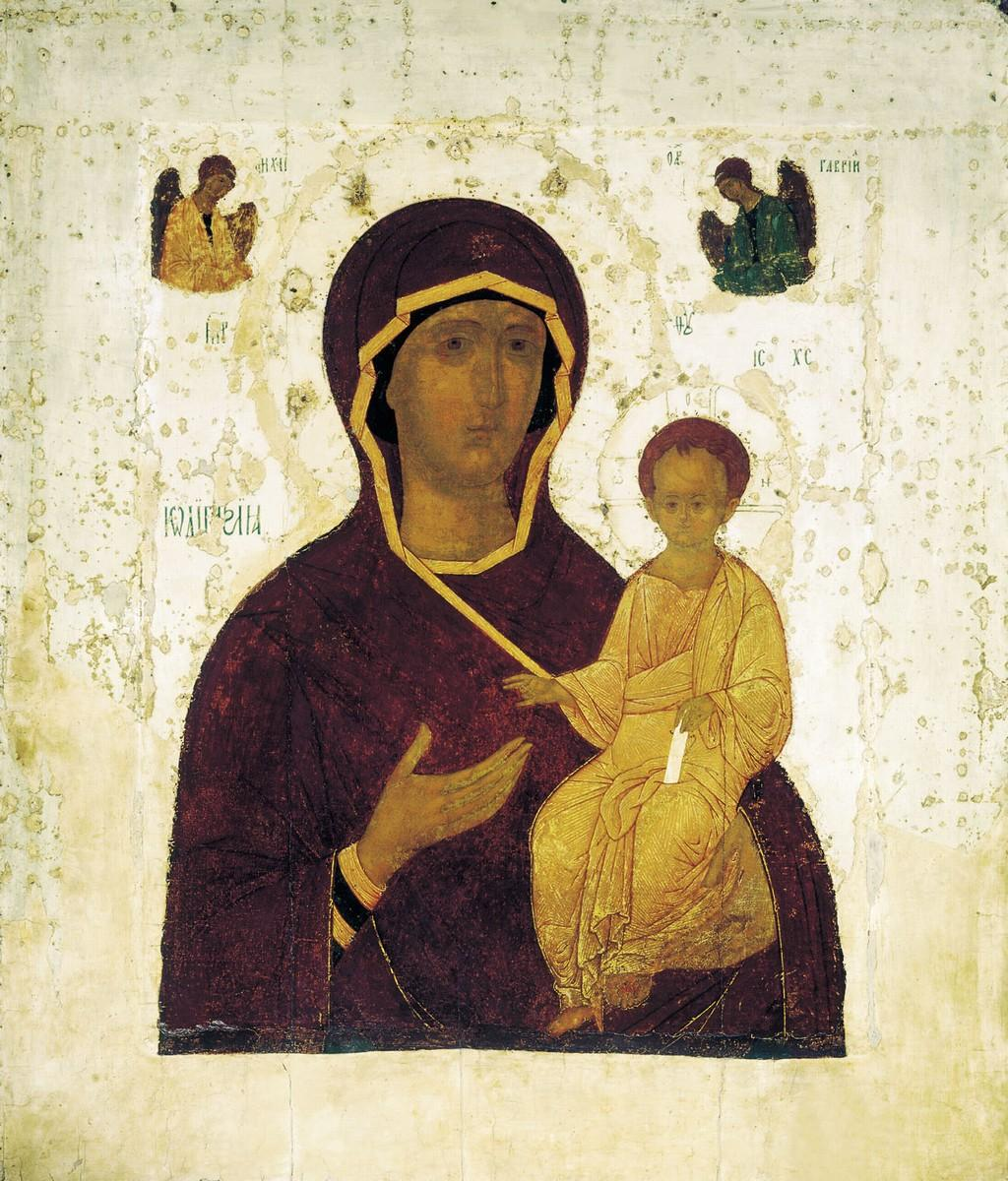
Смоленская икона Божией Матери — главная святыня средневекового Смоленска; погибла в 1941 году

Смоляне, недовольные литовским владычеством, установили связи с Юрием Святославичем. В августе 1401 года, когда Витовт ослабел после поражения на Ворскле, Олег Рязанский явился под Смоленск, взял его, убил бывшего на тот момент смоленским князем Романа Михайловича, перебил смоленских бояр литовской партии и посадил Юрия Святославича. Витовт тотчас выступил с войсками к городу, но, осадив город, ничего не достиг; в Смоленске восстание сторонников Витовта было подавлено, а Витовт, напрасно простояв под Смоленском четыре недели и, заключив перемирие, ушёл. Не удалась Витовту и трёхмесячная осада Смоленска в 1404 году. Олег Рязанский в это время умер; Юрий просил о помощи Москву, обещая своё подданство; Василий занял двусмысленную позицию и медлил. Пока Юрий находился в Москве, Витовт вновь явился под Смоленск, и бояре — сторонники Великого княжества Литовского 24 июня 1404 года сдали ему город.
15 июля 1410 года смоленские хоругви под командованием князя Лугвения Мстиславского принимали участие в Грюнвальдской битве, ценой огромных потерь остановив вместе с мстиславской и оршанской хоругвями преследование крестоносцами отступающей части литовского войска.
В Смоленске была написана Похвала Витовту.
В 1440 году горожане Смоленска попытались восстановить независимость от Великого княжества Литовского, подняв Смоленское восстание, известное также как «Великая замятня». Литовскому княжеству понадобились несколько военных походов и почти два года, чтобы подавить сопротивление и вернуть город под свой контроль. Осенью 1441 года князь Казимир пришел с войском к Смоленску и, взяв город и замок приступом, оставил там воеводой ненавистного смолянам Андрея Саковича, обязав их клятвой в верности.
В 1449 году между великим князем литовским Казимиром и московским великим князем Василием Тёмным был заключён договор, по которому Москва отказывалась на вечные года от Смоленска и Смоленской земли. В ходе новой русско-литовской войны 1500—1503 русское войско безуспешно осаждало Смоленск в 1502 году. В 1508 году Смоленск стал центром Смоленского воеводства Великого княжества Литовского.

## В составе Русского государства

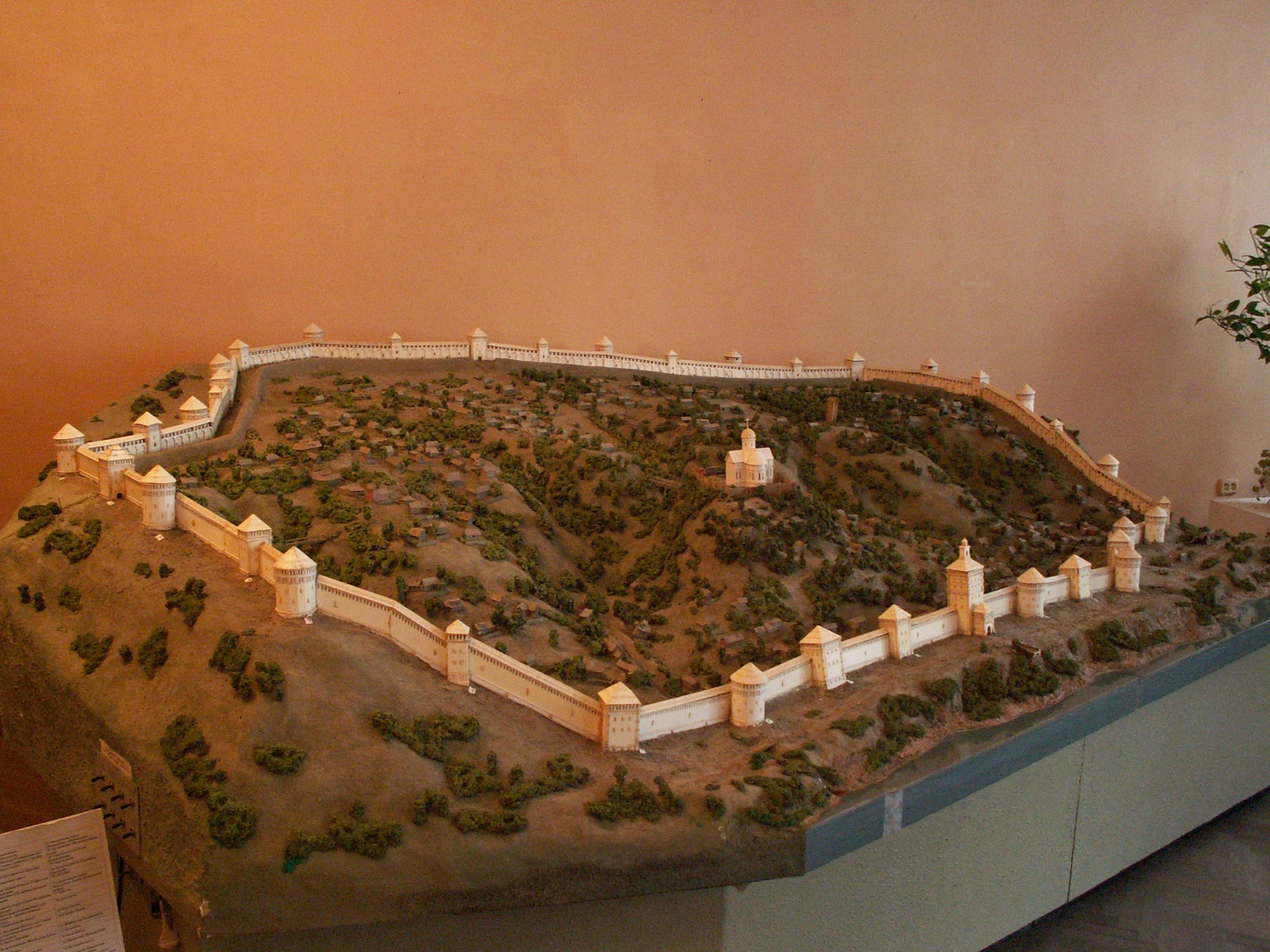
Модель Смоленской крепости (1595—1602) зодчего Фёдора Коня (Смоленский исторический музей)

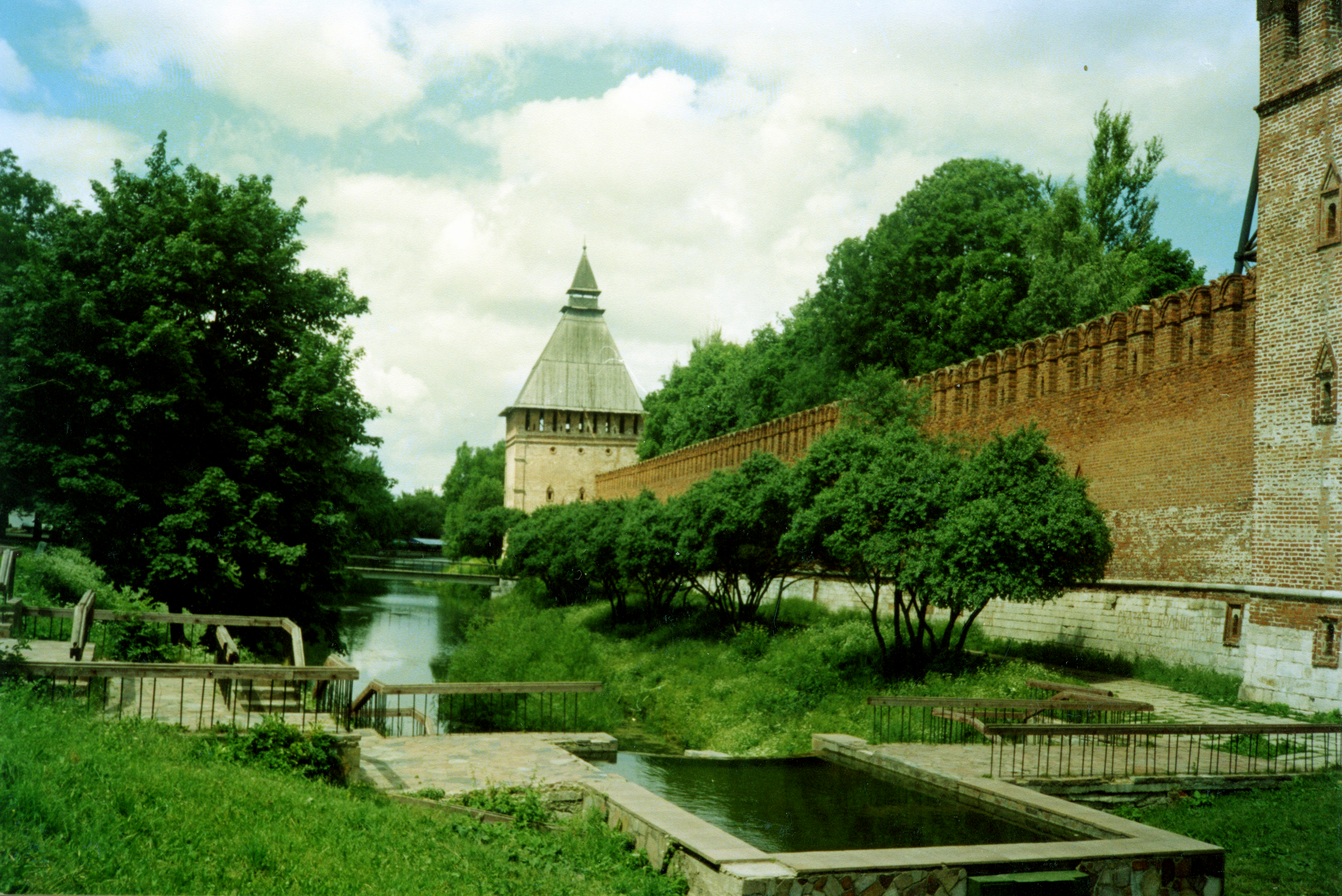
Смоленская крепостная стена и ров с водой

В ходе русской-литовской войны 1512—1522 годов Смоленск был осаждён русским войском под водительством великого князя Василия III, однако шестинедельная осада оказалась безуспешной, и в марте была снята. В июле того же года началась вторичная осада; смоленский воевода Юрий Сологуб был разбит перед городскими стенами и укрылся в городе; тщетно простояв под городскими стенами до ноября, Василий вновь снял осаду. Год спустя, 29 июля 1514 года русские войска появились под стенами Смоленска в третий раз, и после ожесточённой бомбардировки, литовский военный гарнизон сдался. 1 августа великий князь торжественно въехал в Смоленск, где назначил наместником князя Василия Шуйского; последний литовский воевода Юрий Сологуб был им отпущен на родину, где его казнили за сдачу крепости.
Однако московская власть вскоре стала тяготить некоторых знатных смолян, привыкших к литовским вольностям. Поэтому в том же году после поражения русских войск под Оршей, они вновь завели сношения с Литвой, и епископ Варсонофий, ещё недавно торжественно встречавший московского великого князя, вместе с знатнейшими смолянами, князьями и панами послал к королю Сигизмунду I племянника Ходыкина с письмом такого содержания: «Если пойдёшь теперь к Смоленску сам или воевод пришлёшь со многими людьми, то можешь без труда взять город». В надежде на заговорщиков, король послал князя Константина Острожского (православного) с 6-тысячным отрядом. Однако к тому времени сторонники Москвы известили о заговоре воеводу Василия Шуйского, который велел схватить заговорщиков и вскоре повесил их (кроме епископа) на городских стенах в виду у Острожского. В результате Смоленск остался за Москвой. Долгие годы Смоленск оставался важнейшей крепостью на западной границе Русского государства.
В 1565 году, после того как царь Иван Грозный разделил Русское государство на опричнину и земщину, город вошёл в состав последней.

В 1595—1602 годах на месте деревянного кремля была возведена каменная крепость. Стену строил зодчий Фёдор Конь, построивший также стену Белого города в Москве. Вот что сказал Борис Годунов об этом:
Смоленская стена станет теперь ожерельем всей Руси Православной на зависть врагам и на гордость Московского государства.

Фрагменты крепостной стены
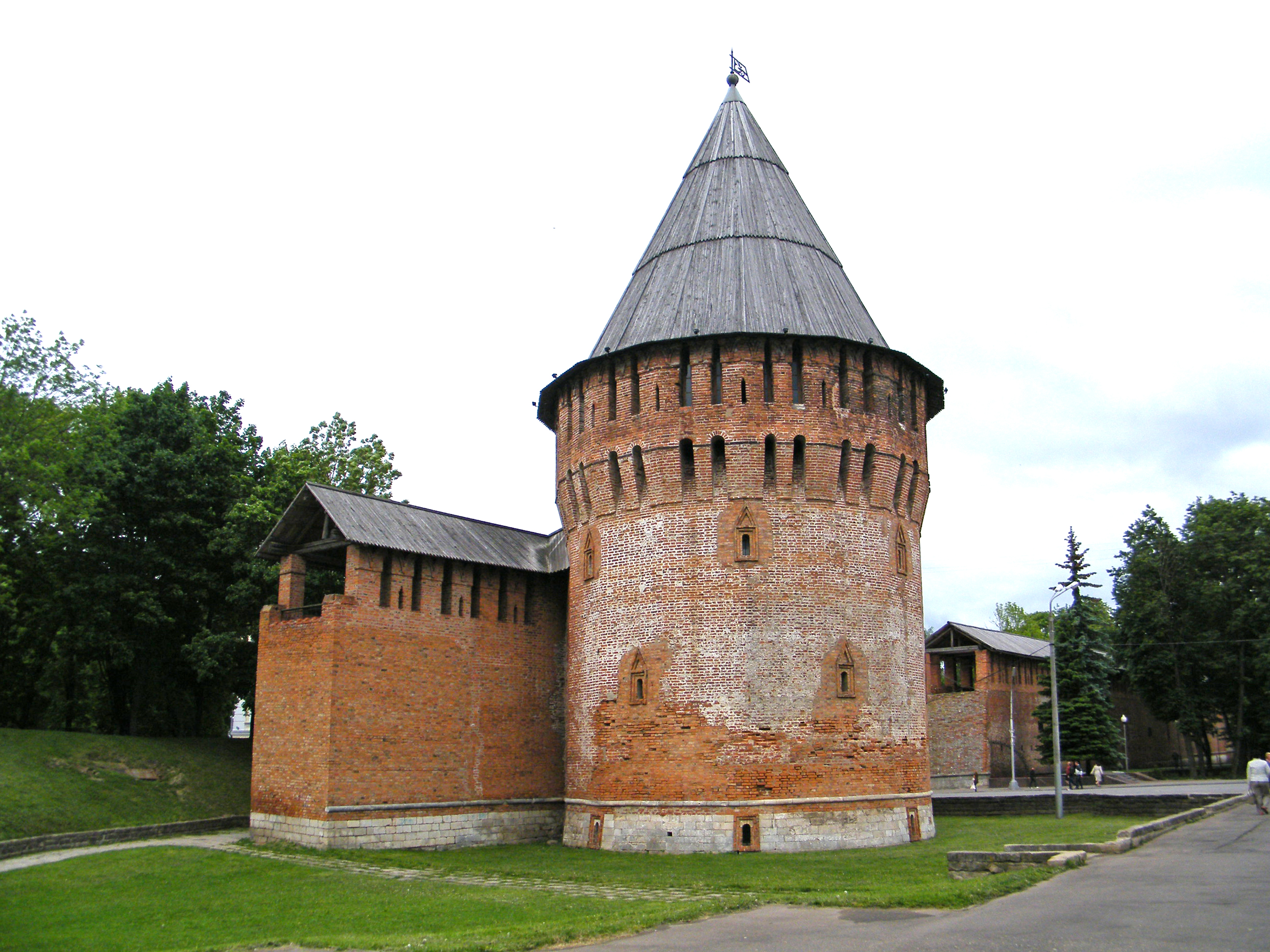
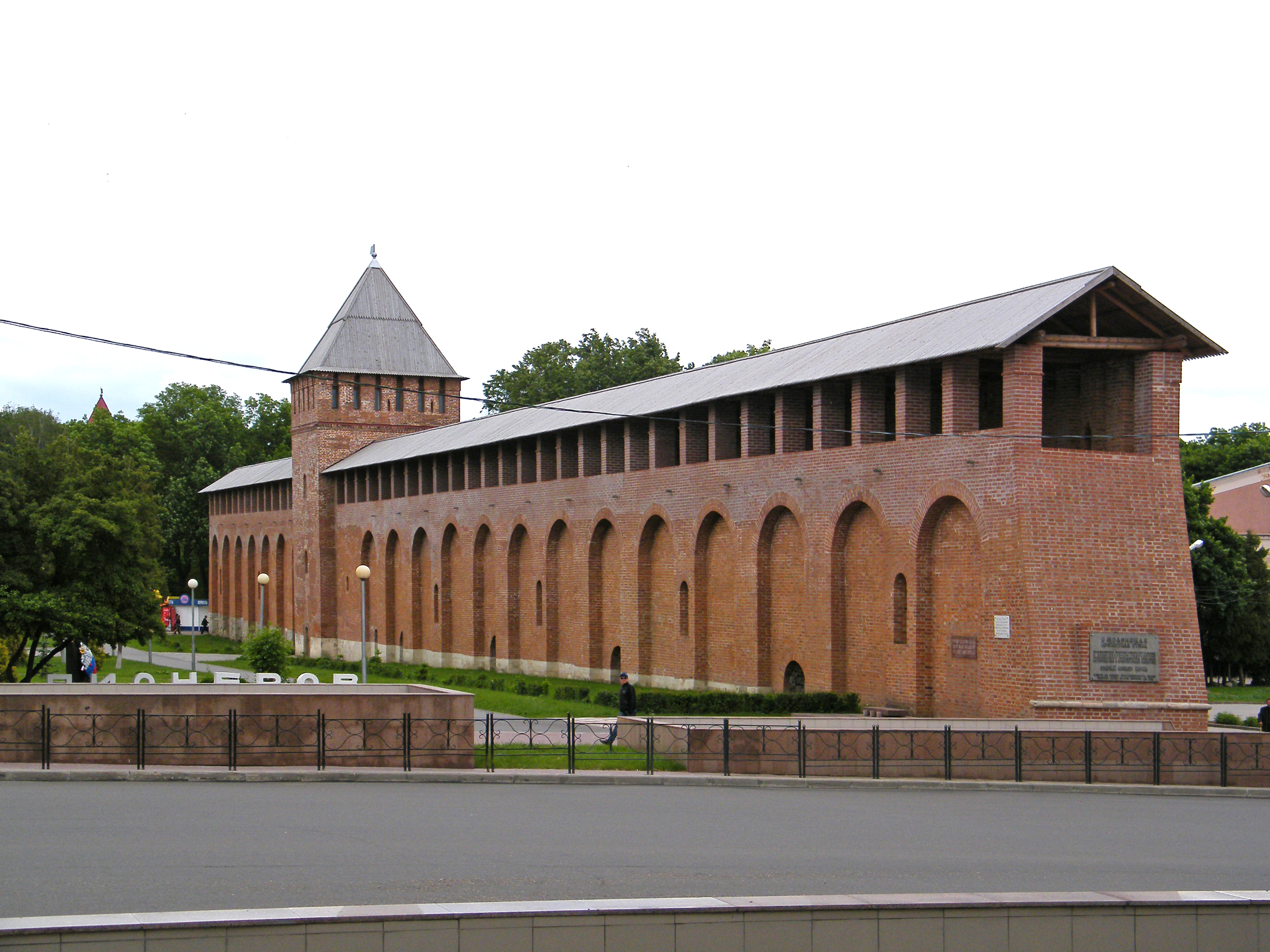
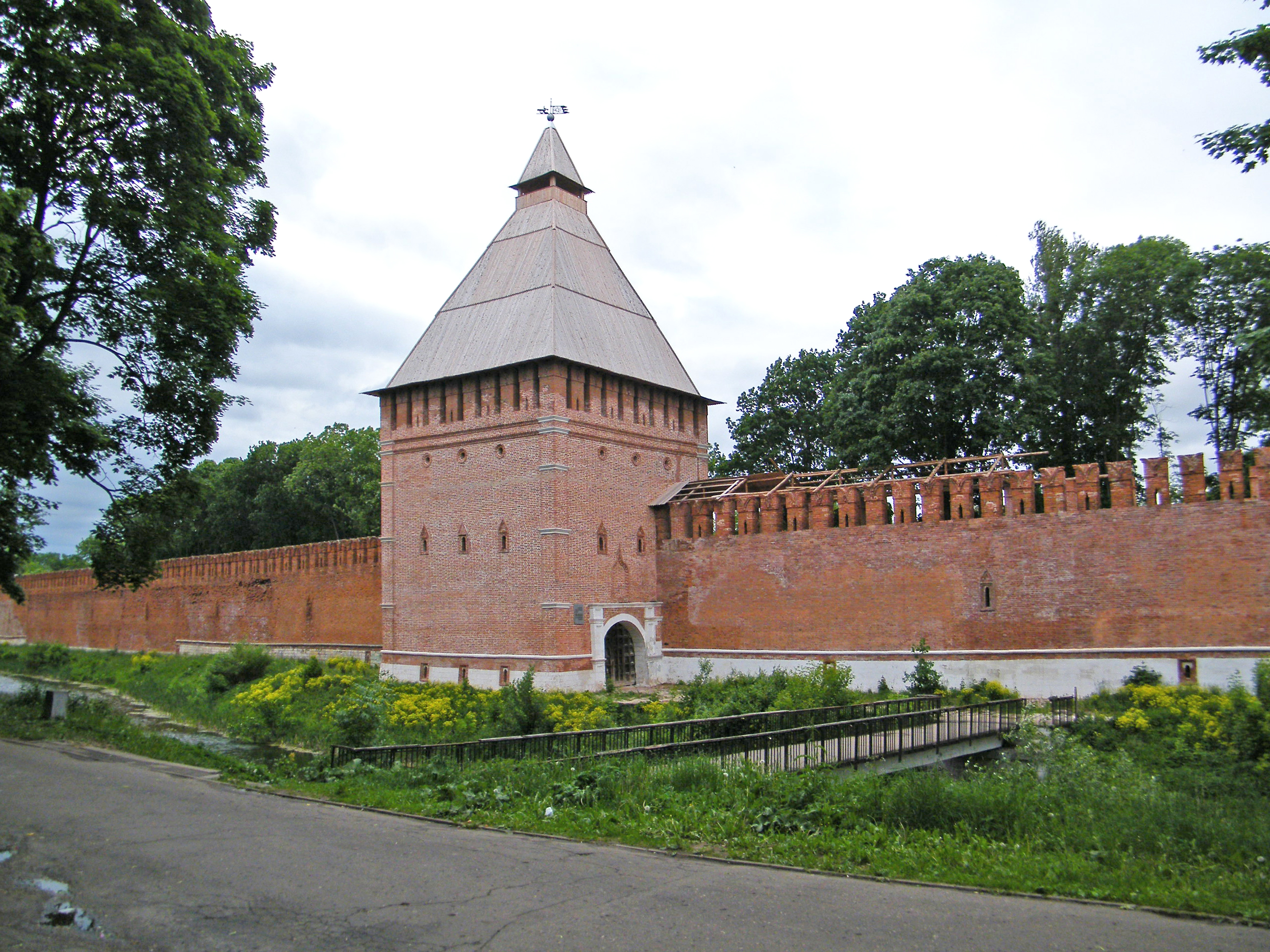

## В составе Речи Посполитой

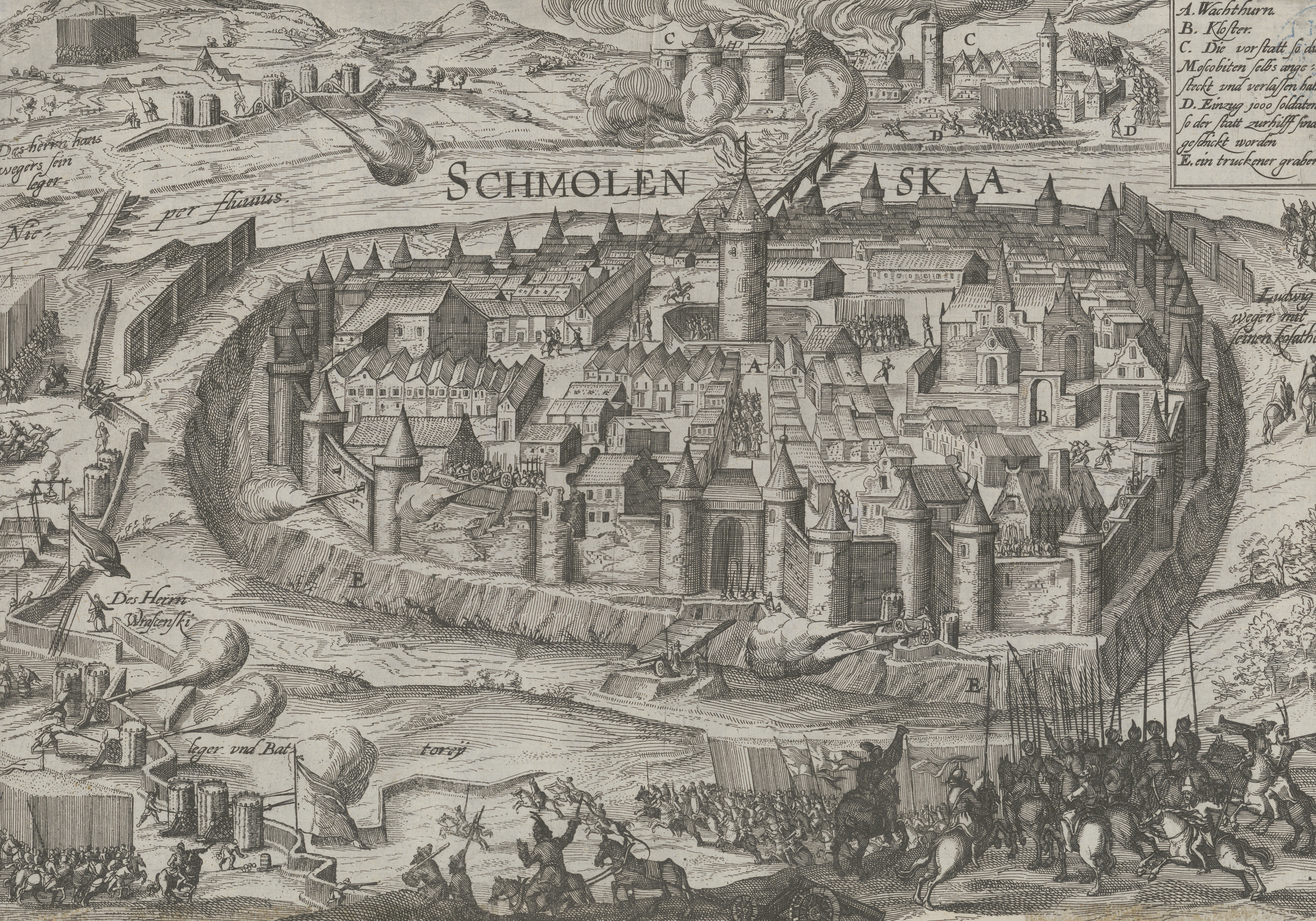
Осада Смоленска. Гравюра

Воспользовавшись ослаблением Российского государства в период Смутного времени, 16 сентября 1609 года армия Сигизмунда III осадила Смоленск. Оборону города возглавлял воевода Михаил Шеин, и долгое время она была вполне успешной. Осаждённые производили вылазки, иногда очень смелые. 12 октября 1610 года король предпринял штурм, не увенчавшийся успехом: разбив ворота петардой, часть войска ворвалась было в город, но не получила подкрепления от своих и была вытеснена. Подкопы также не удавались, потому что осаждённые имели при стенах в земле тайные подслухи.
Однако осада, продолжавшаяся 20 месяцев, привела к громадным потерям среди горожан. В городе стали свирепствовать цинга и дизентерия. Судьбу города решил изменник Андрей Дедешин, который указал противнику на часть стены, построенную наспех во влажное осеннее время, по причине чего она была непрочной. Король велел сосредоточить обстрел на этой стороне, после чего в ночь на 3 июня 1611 года предпринял решительный штурм. Защитники города заперлись в древнем (1101 года постройки) Успенском соборе, в погребах которого был устроен пороховой склад, и взорвали себя вместе с церковью. Шеин был взят в плен. Длительная оборона Смоленска оказала решающее влияние на дальнейшие события, так как Сигизмунд, потративший на неё все свои средства, был вынужден распустить свою армию вместо того, чтобы вести её далее на Москву — благодаря чему московский гарнизон поляков, не получивший серьёзной поддержки, был впоследствии вынужден капитулировать перед русским ополчением.
В 1613—1617 годах, в ходе русско-польской войны, Москва попыталась вернуть Смоленск, осаждая его в течение почти четырёх лет. Однако за время осады не было предпринято ни одного штурма, и осада закончилась безрезультатно. По итогам войны Россия признала Смоленск за Речью Посполитой по Деулинскому перемирию 1618 года.
Присоединение Смоленской земли в 1618 году к Речи Посполитой (Смоленское воеводство стало частью Великого княжества Литовского) произошло после Брестской унии 1596 года. Положение православных верующих, проживающих на территории Речи Посполитой и не перешедших в католичество или униатство, значительно ухудшилось, имело место притеснение иных конфессий кроме католичества и униатства. В 1611 году Сигизмунд III основывает Смоленский епископат католической церкви.
4 ноября 1611 года город получает Магдебургское право. Теперь Смоленск имеет двухнедельные рынки, еженедельные торги, склад товаров, баню, гостиный двор с доходами от них в пользу всего города, разрешение на создание ремесленных цехов и т. д., а также герб — «в красном поле фигура архангела Михаила». В королевской грамоте указывалось, что войтами и членами городского совета могли быть только люди, исповедующие католическую религию. В городе было полностью ликвидировано православное богослужение. Русские купцы, посещавшие Смоленск в 1620-х годах, отмечали, что в городе нет русских церквей, зато устроены три костёла «ляцкой веры», относившиеся к доминиканцам, бернардинцам и иезуитам. У православных монастырей были отняты земельные владения, пожалованные московскими государями, и розданы польским шляхтичам, а также католической церкви.
1 февраля 1634 года, в ходе Смоленской войны русская армия во главе с М. Б. Шеиным осадила город, однако появление армии под командованием короля Речи Посполитой Владислава IV привело к тому, что русская армия сама оказалась в осаде и капитулировала.
Хотя в 1632 году Речь Посполитая обязалась проводить общенациональную политику веротерпимости к каноническому православию, на смоленские земли она не распространялась. На сеймах знати, где определялся курс государства, это объясняли особым положением региона, население которого сохраняло тесные связи с Россией, и необходимостью оторвать регион от русских. Король Речи Посполитой Владислав IV Ваза делал уступки православным Смоленщины, но шляхта, не относящаяся к православным, противодействовала их реализации.
В 1654 году, в ходе русско-польской войны, к Смоленску вновь подступила русская армия во главе с царём Алексеем Михайловичем и осадила город. 16 августа был устроен штурм, оказавшийся неудачным. Поляки оценивали русские потери в 7 000 убитых и 15 000 раненых. Тем не менее, исчерпав все средства сопротивления, смоленский гарнизон 23 сентября 1654 года капитулировал, и Смоленск окончательно был присоединён к Российскому государству. Юридически это присоединение закрепило Андрусовское перемирие 1667 года и подтвердил Вечный мир 1686 года между Россией и Речью Посполитой.

Взятие Смоленска в 1654 году, падение Смоленского воеводства и присоединение к Российскому государству оказали большое влияние на культуру тех лет. В честь этого события была написана первая в России панегирическая «Песня о взятии Смоленска». 
Запел Троил в чистом поле,

Здають Смоленск поневоле,

Перед царя из муру идут

И знамёна под ноги кладут,

Падуть в ноги со слезами,

Горько плачуть и на знамёнами.

Милосердной царь милостив,

Злости неверным всем спустил,

Абы злости не творили,

Государю верны были.
Хотя вхождение в Речь Посполитую продолжалось чуть менее полувека, за эти годы и годы предыдущего вхождения в Великое княжество Литовское, польская культура оказала влияние на смоленское дворянство, которое на протяжении всего XVIII века именовало себя «шляхетством». По воспоминаниям Льва Энгельгардта, смоленские шляхтичи на протяжении столетия после возвращения Смоленска России предпочитали читать польские книги и брать себе жён из Польши, а не из «презираемой „России“». При Анне Иоанновне польские книги на Смоленщине были запрещены, за владение ими били кнутом и ссылали в Сибирь; запрещены были также браки с польками; однако смоляне жён из «России» по прежнему не брали, предпочитая браки в своей среде. Отец Энгельгардта в середине XVIII века был первым, кто нарушил этот негласный запрет и женился на женщине из «России».

## В составе Российской империи

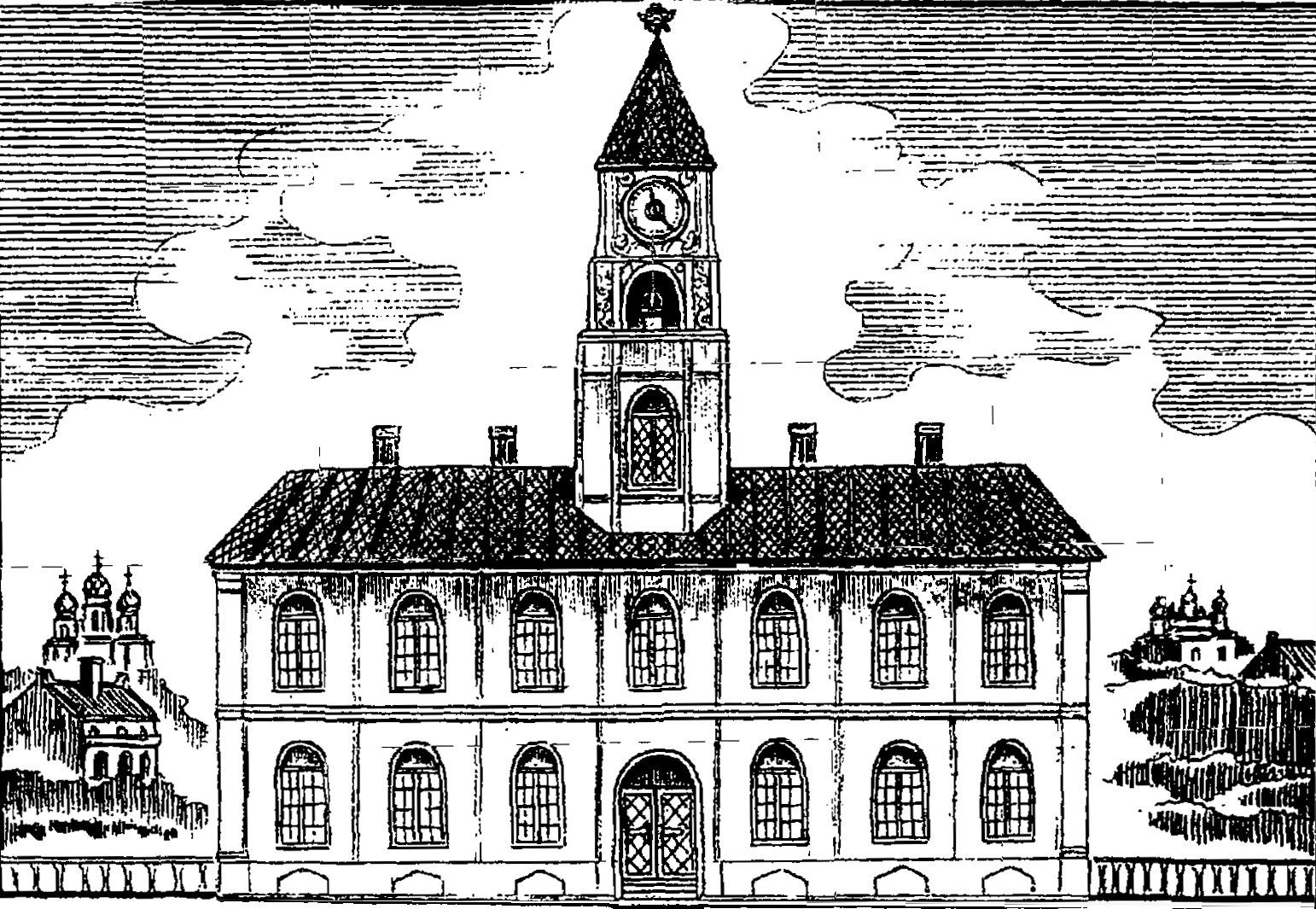
Городская ратуша, приспособленная под «Приказную избу» в начале XVIII в.

Подробный план города Смоленска 1778 года.

С конца XVII века разрушенный войнами и осадами Смоленск отстраивается заново. Восстанавливаются древнейшие храмы (такие, как Храм Михаила Архангела), в формах русско-казацкого барокко возводится новый Успенский собор. С 1708 года Смоленск становится центром Смоленской губернии.

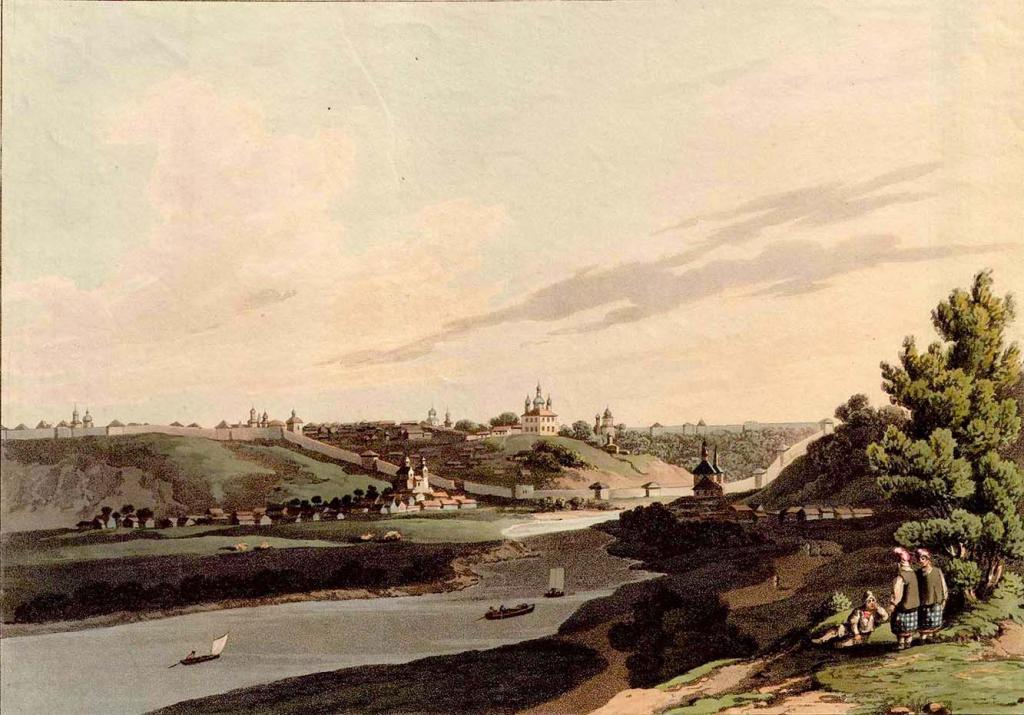
Смоленск накануне Отечественной войны 1812 г.

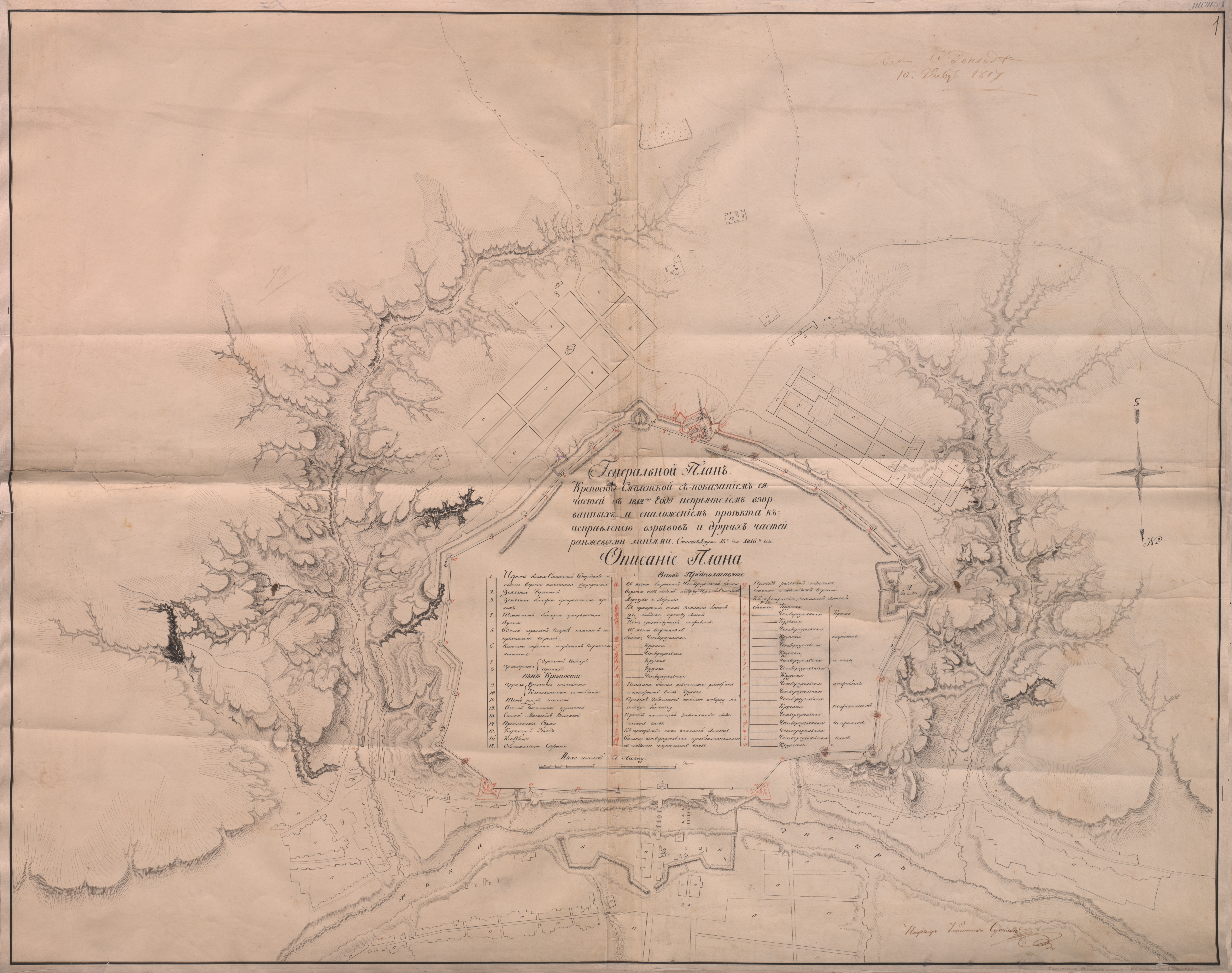
«Генеральный план крепости Смоленской с показанием ея частей в 1812-м году неприятелем взорванных и сналожением проекта к исправлению взрывов и других частей ранжевыми линиями» Составлен 15 августа 1816 года инженером капитаном Сусалиным.

17-18 августа 1812 года под стенами Смоленска произошло Смоленское сражение между русской армией и армией Наполеона, в ходе которого обе стороны потеряли более 20 тыс. человек. Русские отступили, и Наполеон захватил охваченный огнём город. Этот период в истории Смоленска имел тяжёлые последствия. Город был разрушен: сожжено не менее 80 % жилых и других зданий, из 345 лавок уничтожено 317. Население сократилось почти наполовину. Общий убыток города оценивался в 6,6 млн руб. По свидетельству одного современника, «Смоленск нельзя было назвать городом, ежели бы не имел окружающей огромной стены и оставшихся каменных церквей». Ф. Н. Глинка писал: «Город весь сквозной; дома без кровли, без окон, без дверей. Пустота пугает, ветер свищет среди обгорелых стен; по ночам кажется, что развалины воют».

Подробный план Смоленска с нумерацией домов, составленный в 1817 году сенатором П. Н. Кавериным и архитектором Вильямом Гесте. Масштаб: в одном английском дюйме 250 саженей.

Восстановление города шло медленно. Новый импульс к его развитию дало строительство железных дорог Рига — Орёл (1868 год), Москва — Брест-Литовск (1870 год), а также Рязанско-Уральская железная дорога (1899 год).

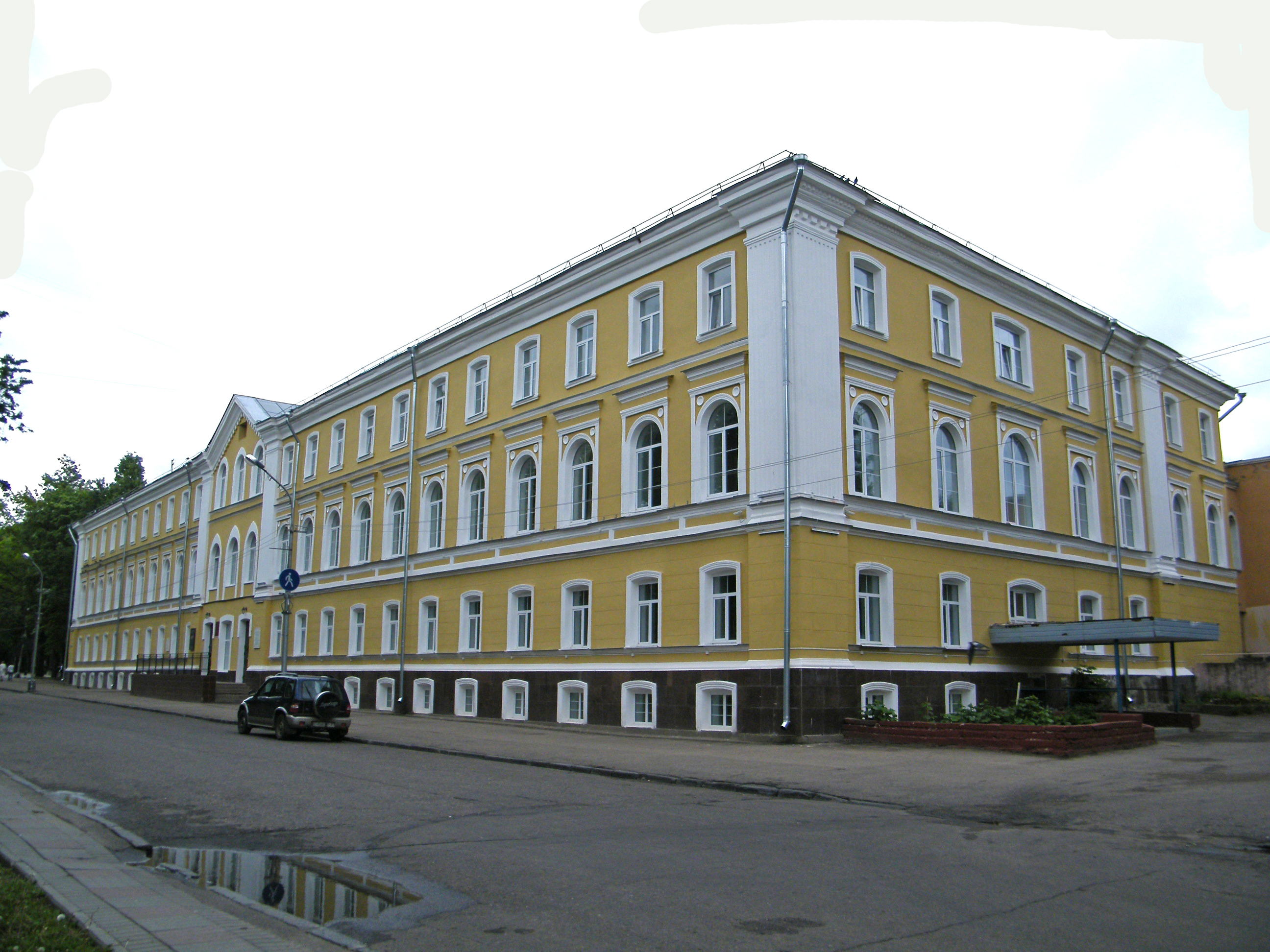
Гимназия им. Пржевальского

Со Смоленском связаны происхождением и творчеством многие выдающиеся деятели науки, литературы и искусства. В 1826 году и зимой 1847—1848 годов в Смоленске жил М. И. Глинка, написавший здесь фортепианные пьесы «Воспоминание о мазурке», «Баркарола», «Молитва», романсы «Милочка», «Ты скоро меня позабудешь» и др. 23 января 1848 года дворянская общественность устроила чествование композитора с роскошным обедом. В Смоленске родились активный сотрудник журналов просветителя Н. И. Новикова В. А. Левшин, один из родоначальников русского сентиментализма М. Н. Муравьёв, «смоленский Дюма», друг М. Ю. Лермонтова по школе гвардейских юнкеров В. А. Вонлярлярский, драматург П. М. Невежин. В 1829—1837 годах губернатором в городе Смоленске был поэт-драматург П. И. Хмельницкий, по инициативе которого в городе были открыты народнохозяйственная выставка и публичная библиотека, проведён ряд мероприятий по благоустройству губернского центра. 

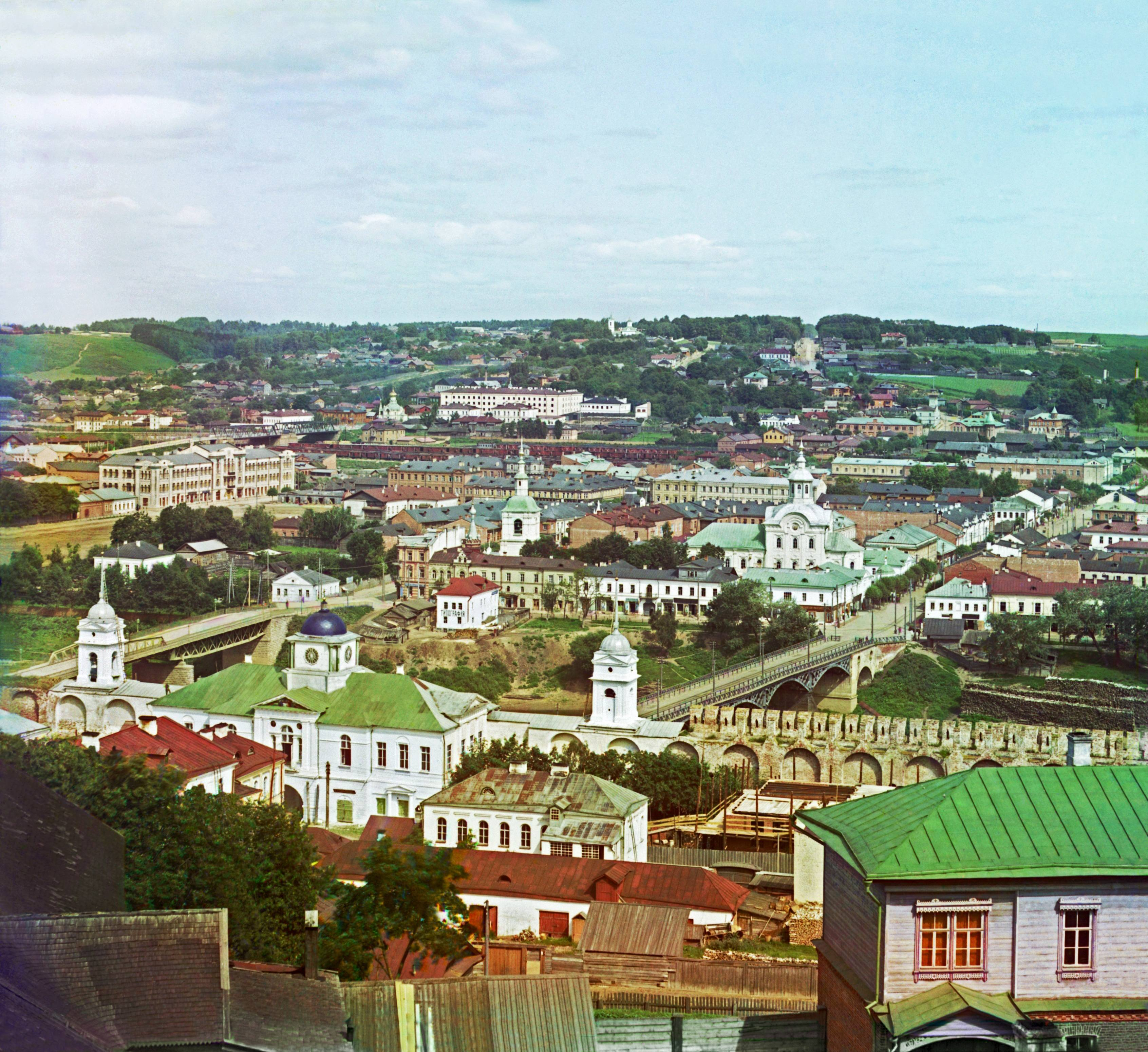
Смоленск в 1912 году. Фото С. М. Прокудина-Горского

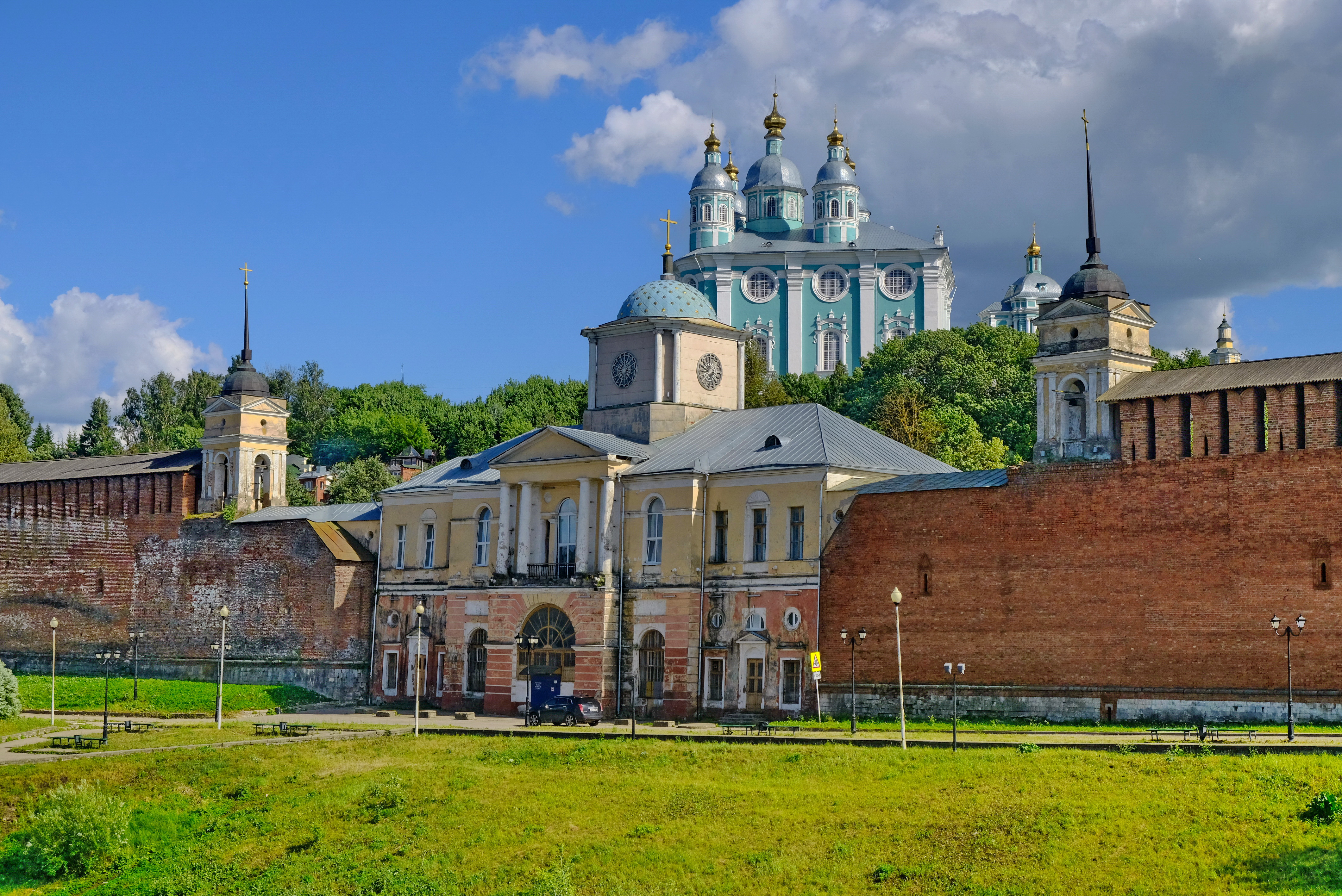
Днепровские ворота

В конце XIX — начале XX века Смоленск — известный в стране культурный центр, благодаря прежде всего деятельности М. К. Тенишевой. К концу XIX века в городе существовали несколько книжных магазинов, 3 публичные библиотеки (купца-просветителя С. А. Клестова; городская, открыта в 1893 году в здании городской думы; Заднепровская общественная, открыта в 1898 году). «Кабинеты для чтения» имелись и в книжных магазинах (например, в книжном магазине купца Ф. И. Штраниха на Б. Благовещенской улице). С 1780 года в городе Смоленске систематически организовывались театральные представления — сначала в «Оперном доме», затем в здании Дворянского собрания и в частных дворянских домах. В 1866 году городская дума приобрела специальное здание для театра. В 1888 году здание было повреждено пожаром, и город лишился театра. В это время спектакли ставились в зале городской Думы, а с 1896 года в доме Благородного Собрания. С 1898 по 1914 год в Заднепровской части города действовал Народный дом, в котором систематически устраивались спектакли, народные чтения со световыми картинками, лекции. В городе Смоленске гастролировали многие выдающиеся артисты: Г. Н. Федотова, Ф. И. Шаляпин, С. В. Рахманинов, Л. В. Собинов, А. В. Нежданова и др.
К 1900 году в Смоленске было более 56 тысяч жителей; 10 площадей, 139 улиц, 3261 здание (из них 633 каменных), 32 православные церкви, 1 католическая и 1 лютеранская, 2 синагоги и 3 монастыря. Учебных заведений 33, в том числе мужская и женская гимназии, 5 типографий, 1 хромолитография. 40 врачей, 27 фельдшеров, 7 фельдшериц, 12 повивальных бабок, 6 аптек, 6 аптекарских магазинов, 8 больниц с 484 кроватями, 2 частные лечебницы по женским болезням, земская губернская больница, с отделениями для умалишённых, для подкидышей, для малолетних бродяг, родовспомогательным и мужской богадельней (на 12 человек). Выходили три периодических издания: «Смоленский вестник», «Смоленские губернские ведомости» и «Смоленские епархиальные ведомости».

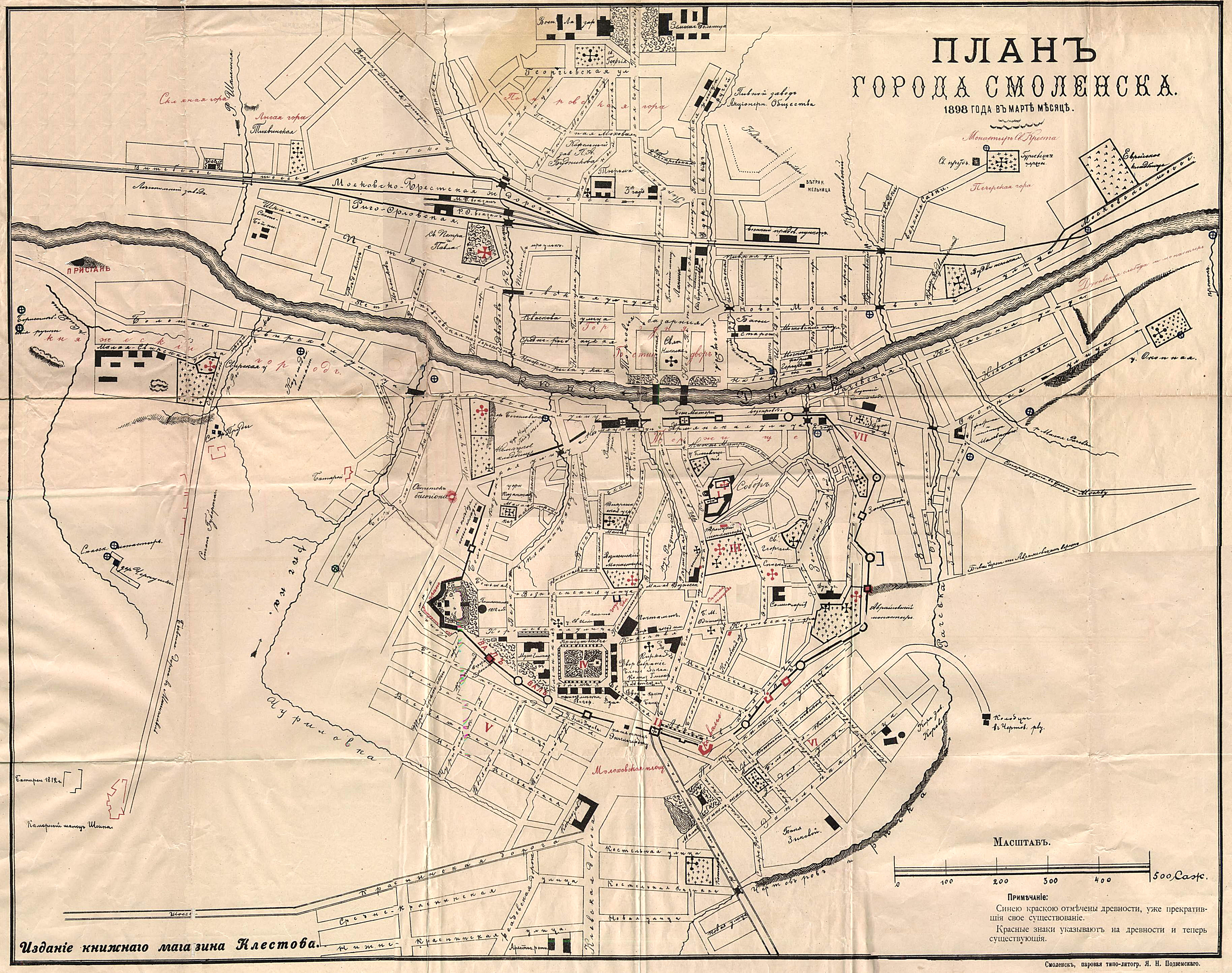
План города Смоленска 1898 года. Издание книжного магазина С. А. Клестова.

По данным Первой всеобщей переписи населения Российской империи 1897 года в городе Смоленске русский (великорусский) язык назвали родным 37305 чел. (79,9 % всего населения города), еврейский язык — 4154 чел. (8,9 %), польский язык — 3012 чел. (6,4 %), малорусский язык — 979 чел. (2,1 %), немецкий язык — 460 чел., белорусский язык — 323 чел., татарский язык — 185 чел..

## Советский период

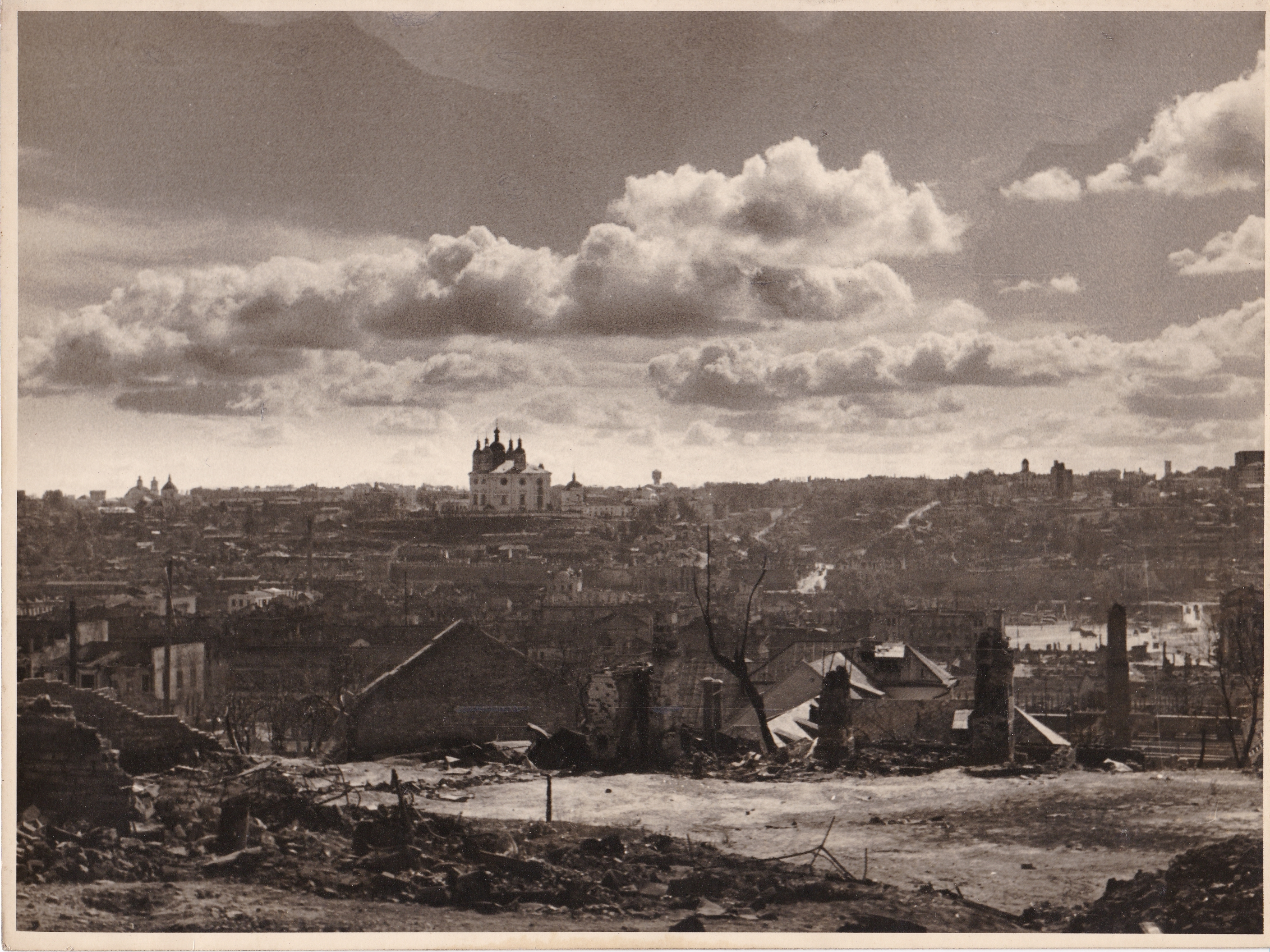
Смоленск в годы немецкой оккупации

Перекрёсток улиц Дзержинского и Октябрьской революции. На заднем плане — здание городской администрации

После Октябрьской революции на включение в свой состав Смоленска претендовала как Белорусская Народная Республика, так и Белорусская ССР.
В апреле 1918 года в связи с занятием белорусских земель германскими войсками в ходе Первой мировой войны, закрепленным Брестским миром, Смоленская губерния Московской области вошла в состав Западной области, а административный центр Западной области перенесли из Минска в Смоленск.
На базе Западной области 1 января 1919 года была сформирована Социалистическая Советская Республика Белоруссия в составе РСФСР (в её состав вошли Витебская, Гродненская, Могилёвская, Минская и Смоленская губернии). 7 января правительство ССРБ переехало из Смоленска в занятый красными частями Минск. 31 января 1919 года ССРБ вышла из состава РСФСР.
В 1920 году была проведена перепись Смоленской губернии, согласно результатам которой русское население преобладало над белорусским, но белорусское партийное руководство вплоть до 1926 года не оставляло надежды на возможность включения Смоленска в Белорусскую ССР.
Постановлением Президиума ВЦИК «Об образовании на территории РСФСР административно-территориальных объединений краевого и областного значения» от 14 января 1929 года с 1 октября 1929 года Смоленская губерния упразднена и образована Западная область с центром в городе Смоленске.
Весной 1940 года в 18 км от Смоленска близ села Катынь органами НКВД были осуществлены массовые расстрелы польских граждан, в основном пленных офицеров польской армии. Расстрелы производились по решению специальной «тройки» НКВД СССР в соответствии с постановлением Политбюро ЦК ВКП(б) от 5 марта 1940 года.
В годы Великой Отечественной войны с 10 июля по 10 сентября 1941 года состоялось Смоленское сражение, которое существенно задержало наступление немецких войск на Москву. Оборона самого города продолжалась с 15 июля по 28 июля.
16 июля 1941 года город был оккупирован немецкими войсками. Смоленский архив областного комитета ВКП(б) был вывезен в Германию и после войны попал в США. Во время оккупации бургомистром города был Б. Г. Меньшагин, который после отбытия наказания за сотрудничество с оккупантами оставил воспоминания об этом времени, опубликованные после его смерти. Начальником Смоленской окружной полиции германские власти назначили Дмитрия Космовича.
За время Великой Отечественной войны на территории Смоленской области нацистские каратели сожгли дотла более пяти тысяч сёл и деревень, из них около 300 вместе с мирными жителями. Чрезвычайная государственная комиссия определила, что общее количество жертв среди мирного населения составило 546 тысяч человек, но и эти данные занижены.
За период оккупации немцами в городе уничтожены все промышленные предприятия, 23 больницы, 33 школы, электростанцию, водопровод, трамвайное депо, все промышленные предприятия, железнодорожный узел. В Смоленске и пригородах истреблено свыше 135 000 военнопленных и мирных жителей, свыше 20 000 человек населения угнано на принудительные работы в Германию. Из почти 170 000 жителей довоенного Смоленска после освобождения в городе оставалось около 20 000 человек. В городе находился лагерь военнопленных № 126, в котором убийства пленных происходили ежедневно без всякого повода, огромной была смертность от голода и эпидемий. После освобождения в местах захоронения узников этого лагеря обнаружено свыше 60 000 трупов.

Довоенные здания Смоленска
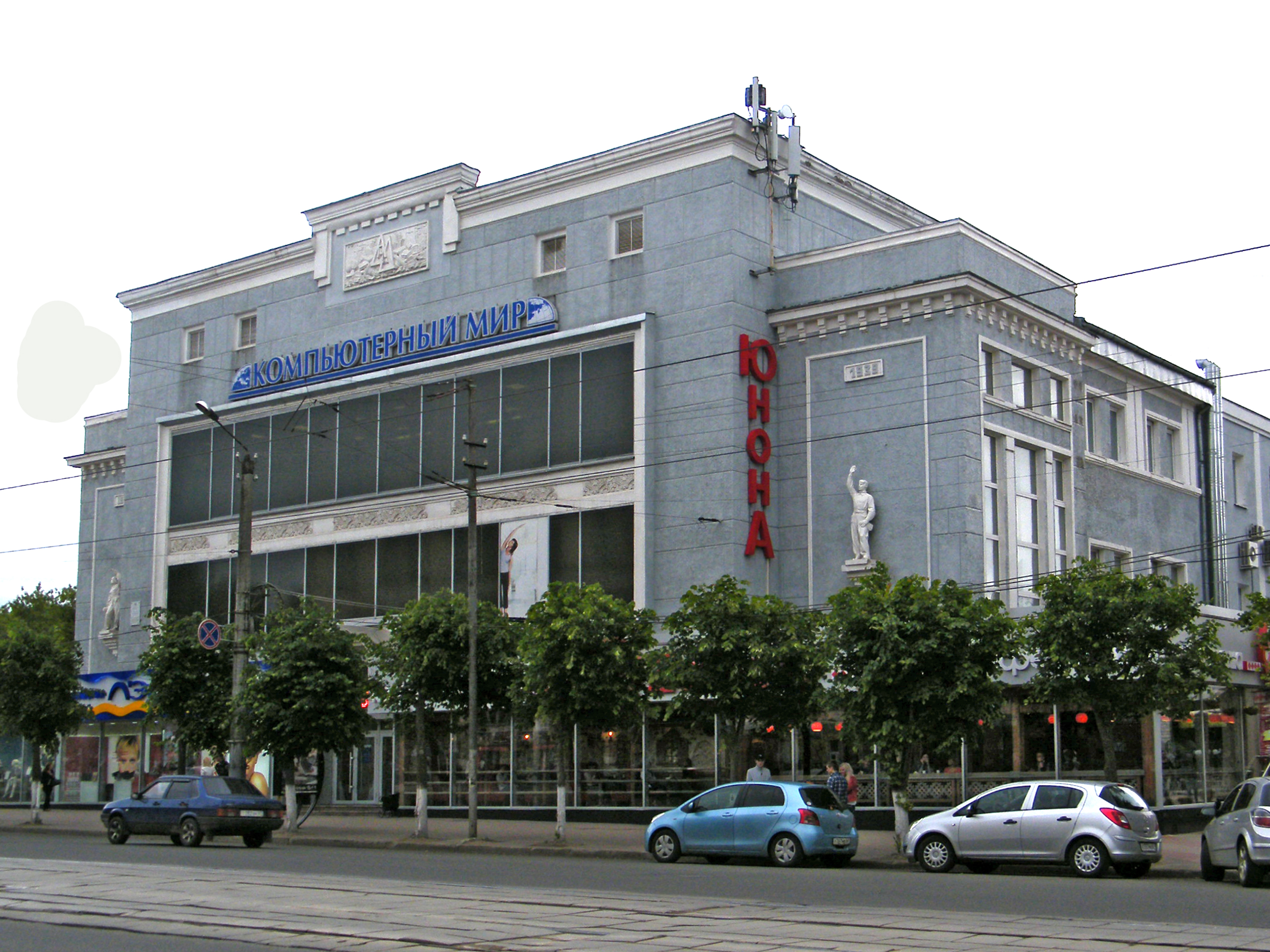
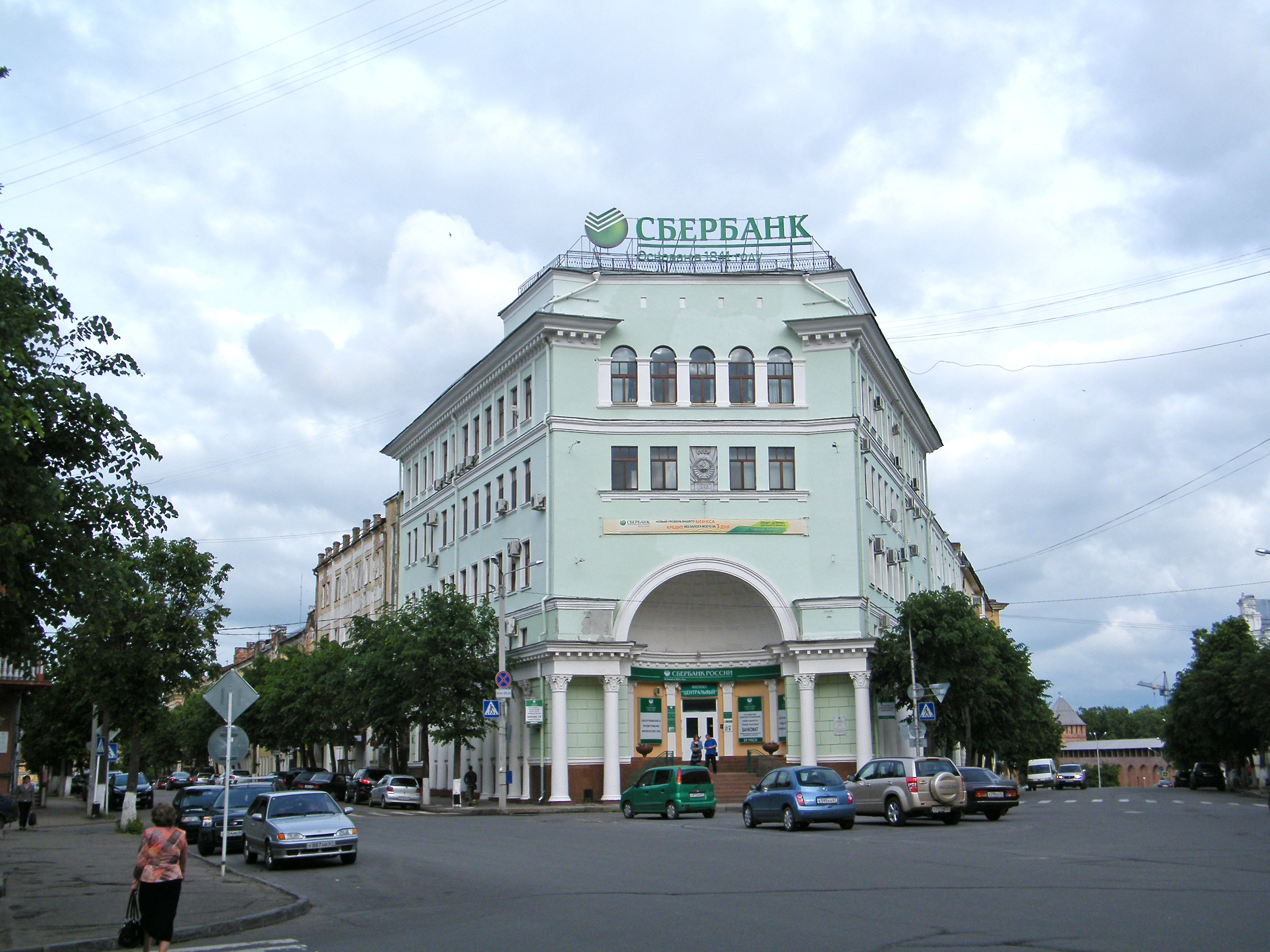
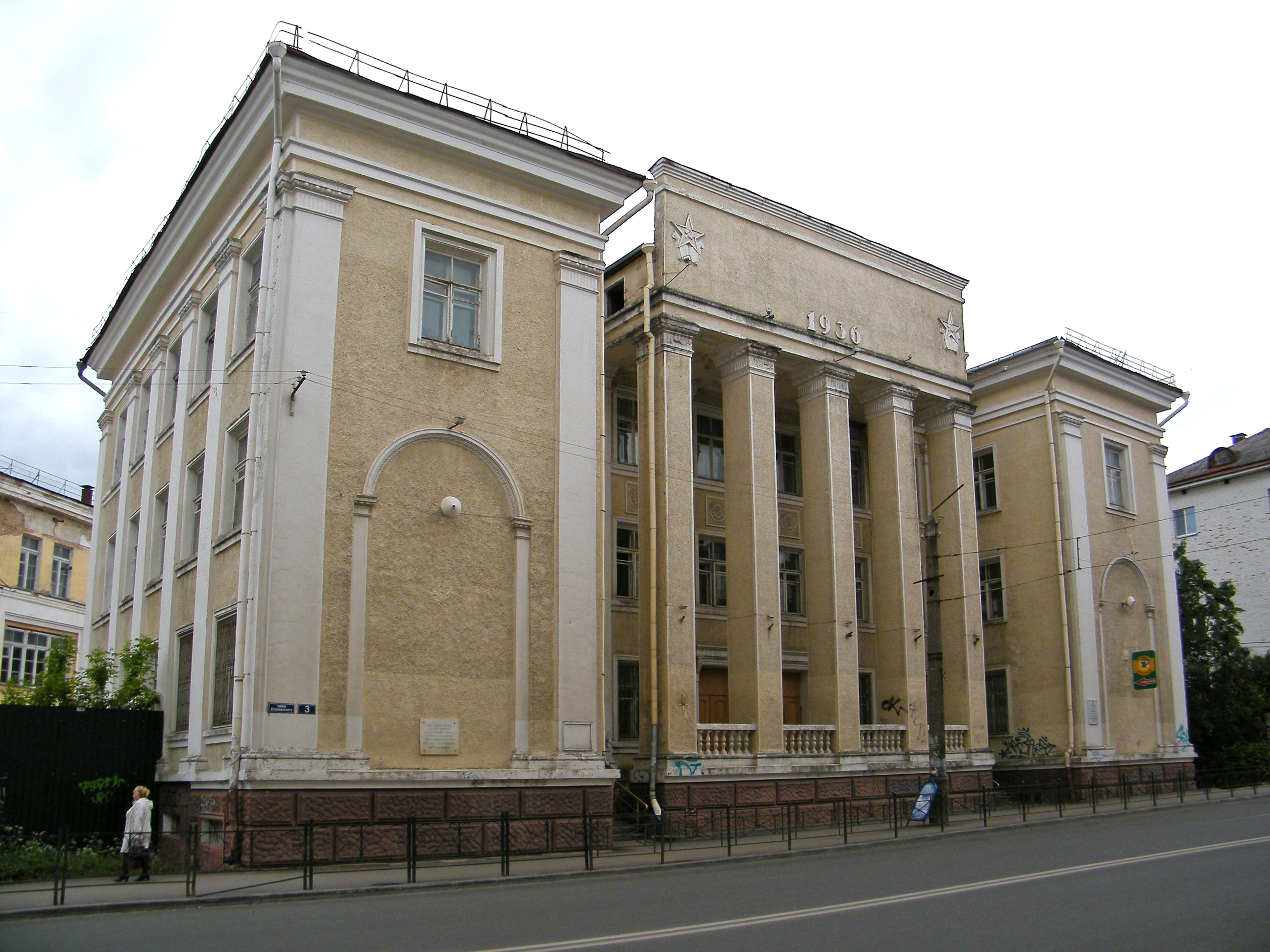

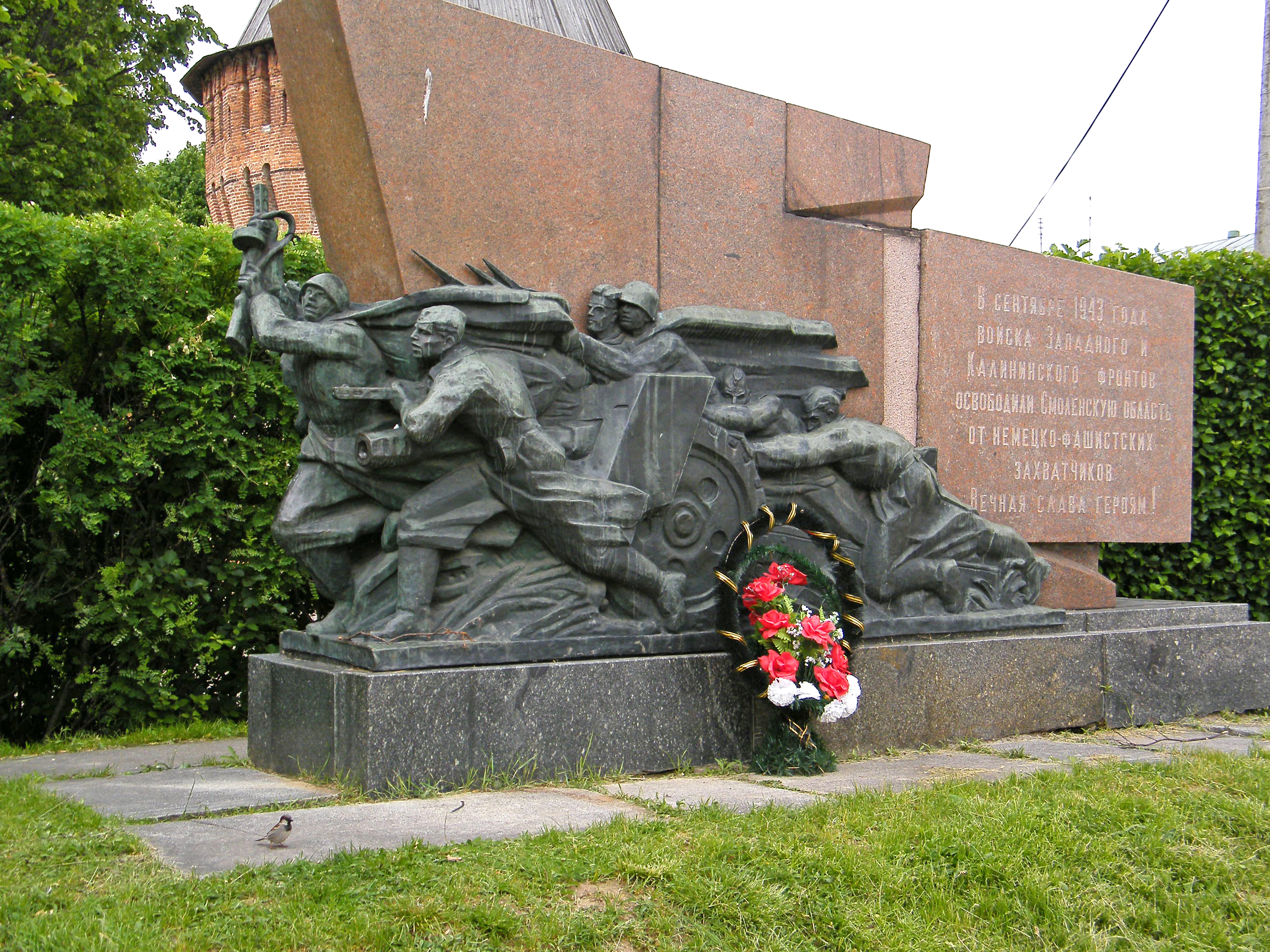
Памятник воинам-освободителям

Смоленск был освобождён от немцев 25 сентября 1943 года в ходе Смоленско-Рославльской операции. В освобождении принимали участие части и соединения Западного фронта:
- 68 армия — 199-я стрелковая дивизия (полковник М. П. Кононенко);
- 31 армия — 215-я стрелковая дивизия (генерал-майор С. И. Иовлев), 82-я стрелковая дивизия (генерал-майор И. В. Писарев), 133-я стрелковая дивизия (полковник М. З. Казишвили), 331-я стрелковая дивизия (генерал-майор П. Ф. Берестов);
- 5 армия — 312-я стрелковая дивизия (полковник А. Г. Моисеевский), 207-я стрелковая дивизия (полковник С. Н. Перевёрткин), 152-й укреплённый район (полковник Н. Т. Зорин);
- 1-й гвардейский авиационный корпус дальнего действия (генерал-майор авиации Д. П. Юханов);
- 8-й авиационный корпус дальнего действия (генерал-майор авиации Н. Н. Буянский);
- 42-й авиационный полк дальнего действия (подполковник А. Д. Бабенко).

Войскам, участвовавшим в боях за Смоленск и Рославль, приказом верховного главнокомандования была объявлена благодарность и в Москве дан салют 20-ю артиллерийскими залпами из 224 орудий.
Однако после освобождения Смоленск ещё почти год оставался прифронтовым городом. Спешно восстановленный Смоленский железнодорожный узел играл важную роль в снабжении войск Западного (затем 1-го Белорусского) фронтов, и потому подвергался крупным налётам немецкой авиации. В 1943—1944 годах немцы совершили 21 авианалёт с участием 504 самолётов, сброшено свыше 6000 авиабомб, создан 61 очаг пожаров. В ходе налётов были разрушены и сгорели 10 производственных зданий, 62 жилых дома, 15 складов, повреждены 2 производственных зданий и 43 жилых дома. На смоленских станциях выведены из строя 31 паровоз (повреждены 2), 460 вагонов (повреждены 49), разбиты 4,7 тысяч погонных метров железнодорожных путей, 130 метров водопровода и 220 раз разрушались линии связи. Погибли при бомбардировках 520 человек, были ранены 915 человек. Наиболее опасным стал налёт 18 мая 1944 года, когда из-за позднего обнаружения большинство самолётов прорвались к целям и отбомбились по ним (именно в тот день город получил наибольший ущерб). После начала Белорусской стратегической наступательной операции немцы с целью дезорганизации снабжения войск совершили массированные авианалёты в ночь на 26 и на 28 июня, но оба были успешно отражены силами ПВО и работа Смоленского железнодорожного узла не была прервана. Затем с уходом линии фронта далеко на запад бомбардировки Смоленска прекратились.
30 июля 1952 года экспедицией Московского университета под руководством археолога Д. А. Авдусина, работавшей у подножия Соборного холма, на раскопе № 3 на улице Соболева была найдена первая в Смоленске берестяная грамота.
В послевоенные годы (особенно в 1960-е и 1970-е) в Смоленске введено в строй множество промышленных производств, учебных заведений, объектов здравоохранения, энергетики.

Послевоенные здания Смоленска
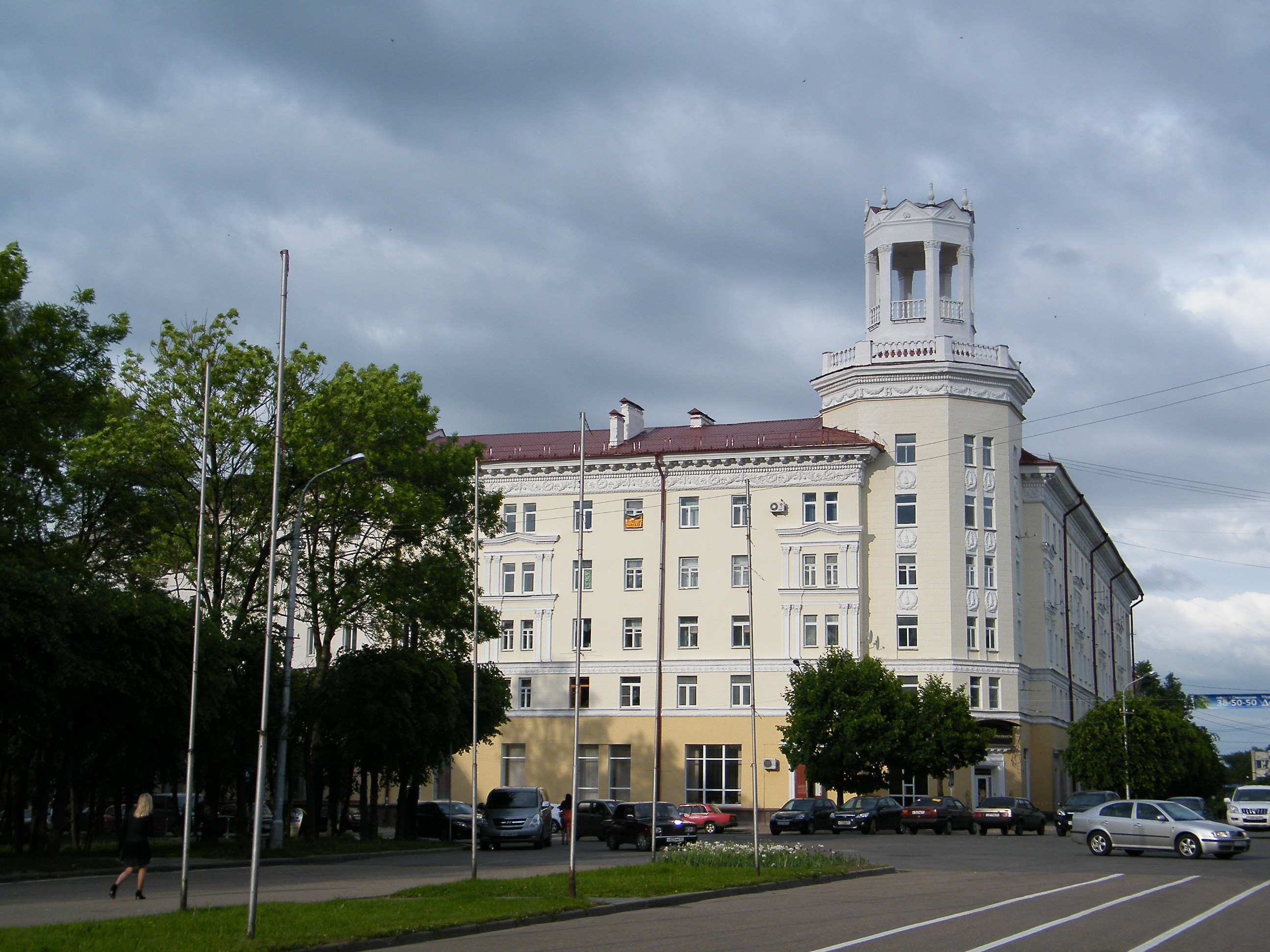
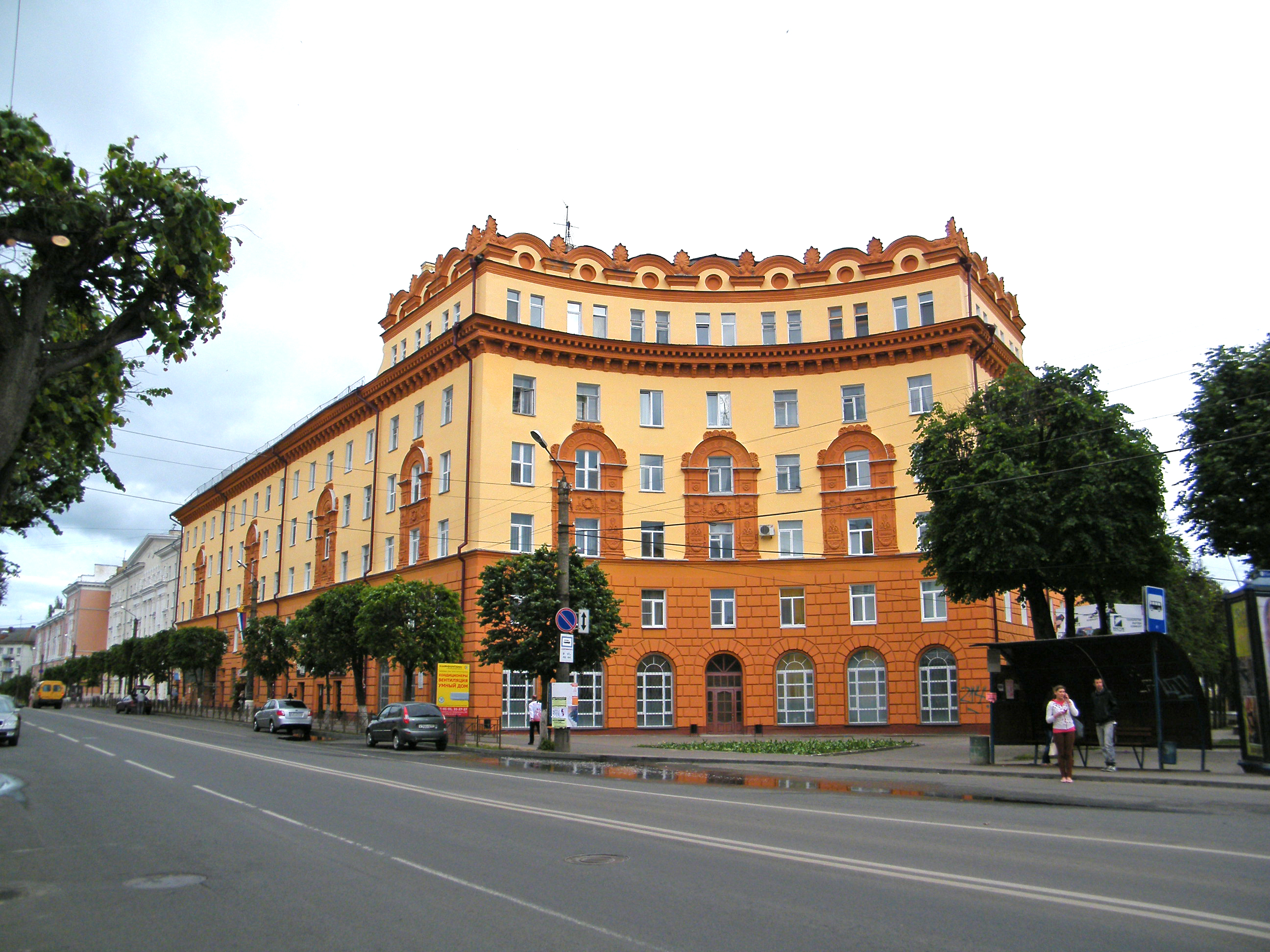
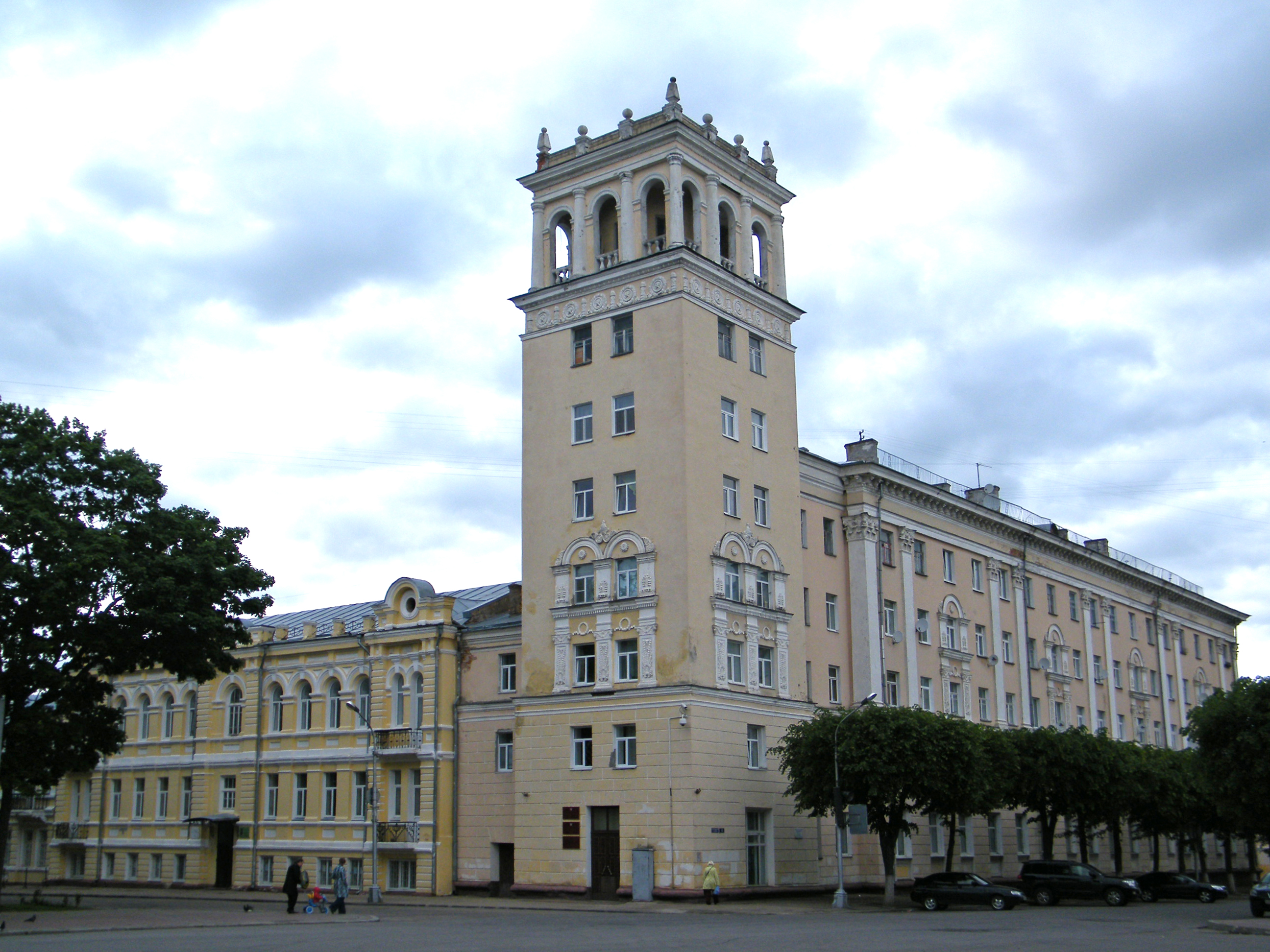

Указом ПВС СССР № 536-VII от 3 декабря 1966 года город Смоленск был награждён орденом Отечественной войны I степени.
Указом ПВС СССР от 23 сентября 1983 года Смоленск был награждён орденом Ленина.
Указом ПВС СССР № 2368-XI от 6 мая 1985 года Смоленску было присвоено почётное звание «Город-герой» с вручением медали «Золотая Звезда».
В 1985 году Смоленску было присвоено звание Город-герой.

## Современность

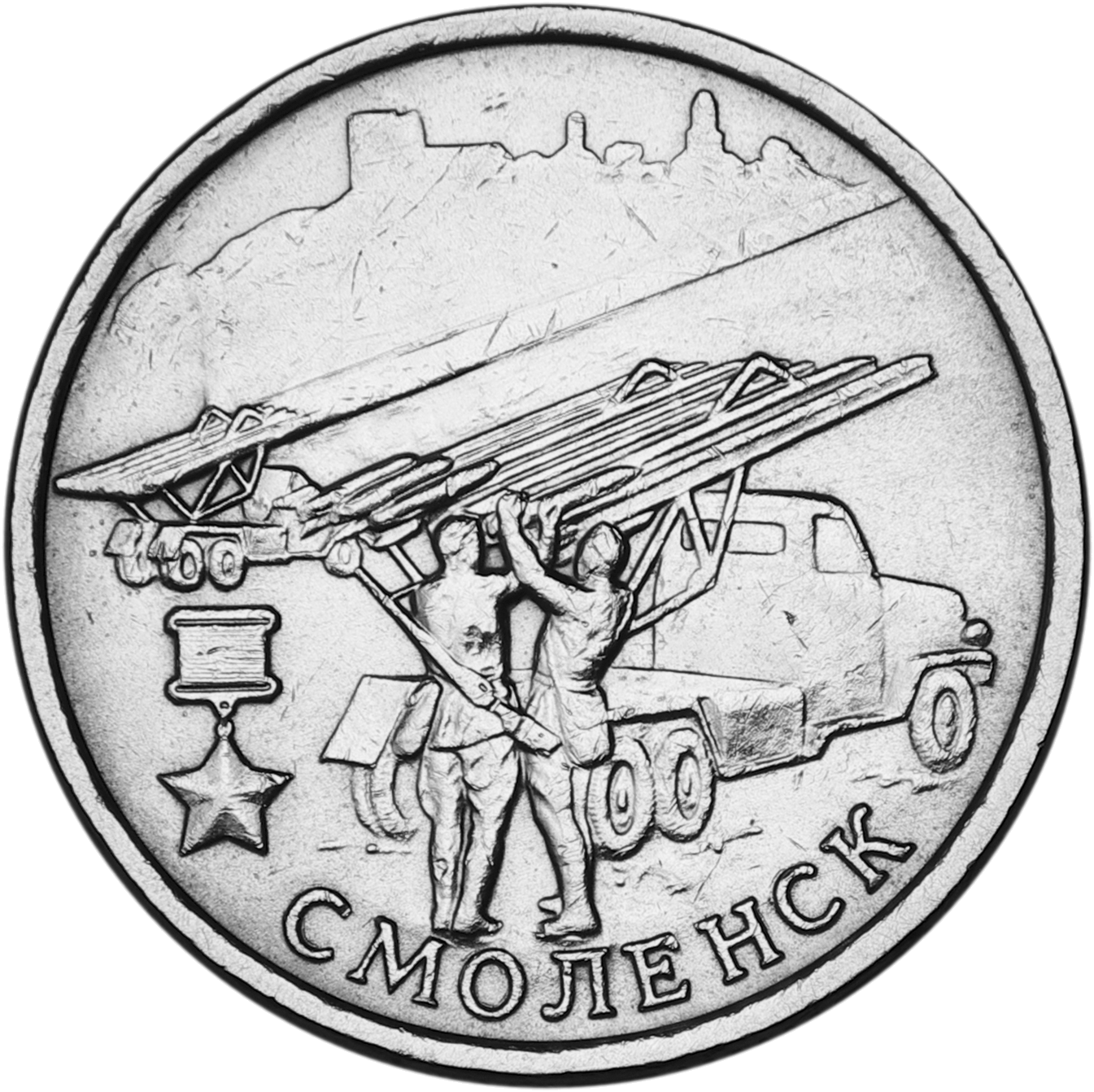
Памятная 2-рублёвая монета из цикла 55-я годовщина Победы в Великой Отечественной войне 1941—1945 гг.

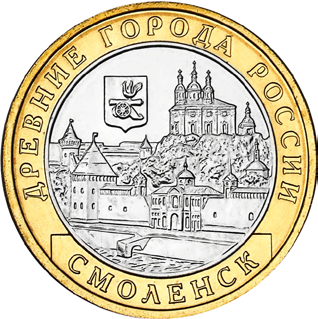
Памятная 10-рублёвая монета из цикла «Древние города России». Реверс: в центре диска — башни крепостной стены, вверху слева — герб города Смоленска, справа — Успенский собор. 2008 г.

10 апреля 2010 года при заходе на посадку в аэропорт Северный произошла одна из крупнейших в истории мировой авиации катастроф, в которой погибли первые лица Польши, известные общественные и религиозные деятели.
Председатель Смоленского городского Совета Юрий Константинович Сынкин, мэр города — Николай Николаевич Алашеев.
В 2013 году археологи Российской академии наук обнаружили и раскопали в Смоленске древнерусский храм середины — второй половины XII века, построенный на левом берегу Днепра в то время, когда Смоленск был столицей Смоленского княжества. От уникального объекта сохранились стены, в некоторых местах невысоко, в других — на высоту человеческого роста.
В сентябре 2013 года Смоленск отпраздновал 1150-летний юбилей, проведя активную подготовку. В рамках празднования 1150-летия с момента возникновения Смоленска Банк России выпустил в обращение памятные монеты из драгоценных металлов.